# Liste der Biografien/Dun
Liste der Biografien |
Portal Biografien |
Personensuche
# |
A |
B |
C |
D |
E |
F |
G |
H |
I |
J |
K |
L |
M |
N |
O |
P |
Q |
R |
S |
T |
U |
V |
W |
X |
Y |
Z |
?
 
Da |
Db |
Dc |
Dd |
De |
Dg |
Dh |
Di |
Dj |
Dk |
Dl |
Dm |
Dn |
Do |
Dq |
Dr |
Ds |
Du |
Dv |
Dw |
Dy |
Dz
 
Dua |
Dub |
Duc |
Dud |
Due |
Duf |
Dug |
Duh |
Dui |
Duj |
Duk |
Dul |
Dum |
Dun |
Duo |
Dup |
Duq |
Dur |
Dus |
Dut |
Duu |
Duv |
Duw |
Dux |
Duy |
Duz
Die Liste der Biografien führt alle Personen auf, die in der deutschsprachigen Wikipedia einen Artikel haben. Dieses ist eine Teilliste mit 829 Einträgen von Personen, deren Namen mit den Buchstaben „Dun“ beginnt.

## Dun
- Dun, Dennis (* 1952), US-amerikanischer Schauspieler
- Dun, Joshua William (* 1988), US-amerikanischer Musiker und SchlagzeugerJoshua William Dun (* 1988)
- Dun, Thomas, schottischer Pirat

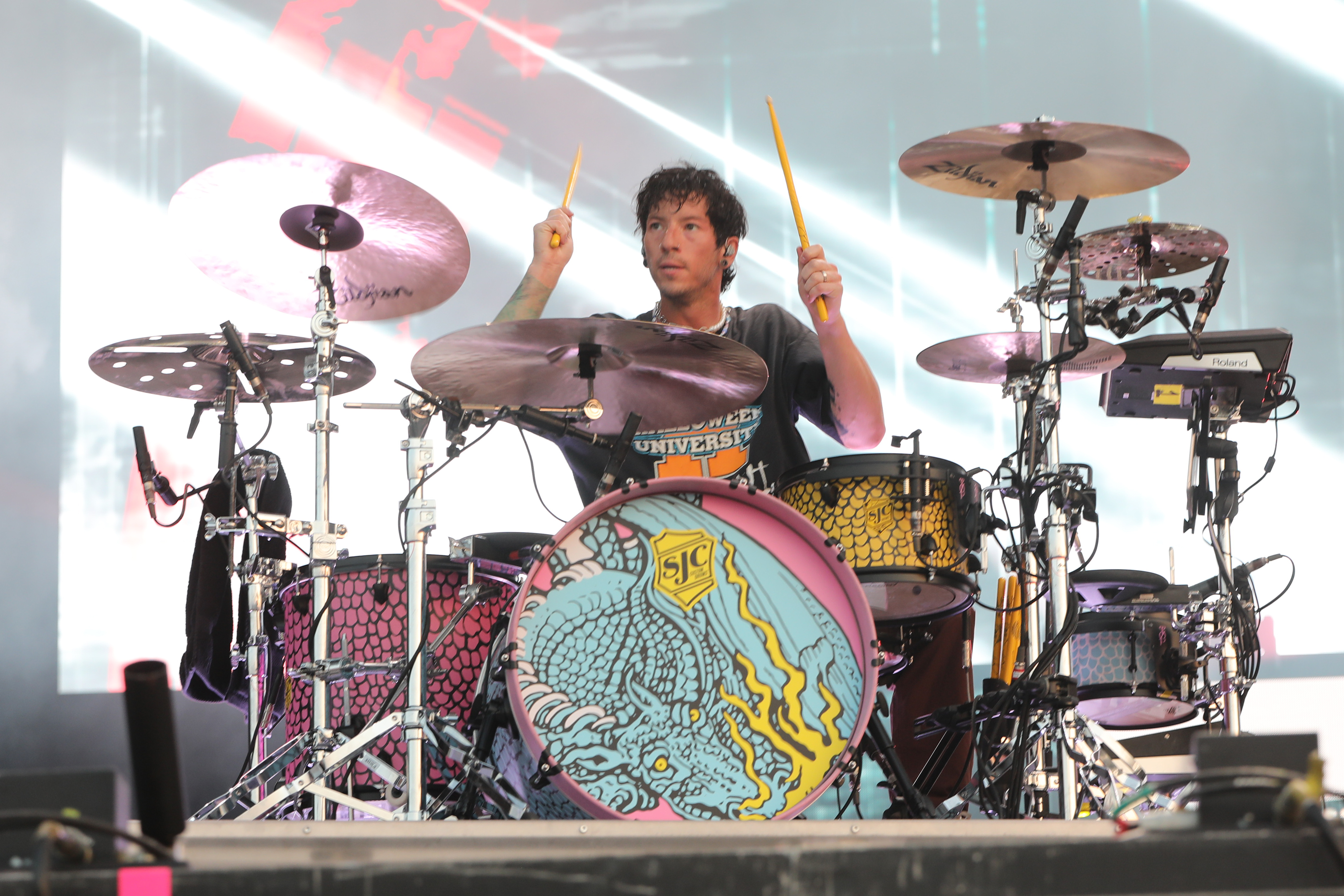
Joshua William Dun (* 1988)

- Dun, William Sutherland (1868–1934), australischer Paläontologe

### Duna
- Duna, Steffi (1910–1992), ungarisch-amerikanische Tänzerin, Sängerin sowie Bühnen- und Filmschauspielerin mit moderater Hollywood-Karriere
- Dunable, Sacha (* 1981), US-amerikanischer Musiker, Sänger, Gitarrenbauer und -techniker
- Dunagan, Deanna (* 1940), US-amerikanische Schauspielerin
- Dunagan, Donnie (* 1934), US-amerikanischer Kinderdarsteller
- Dunai, Antal (* 1943), ungarischer Fußballspieler und -trainer
- Dunaizew, Witali Wladimirowitsch (* 1992), russischer Boxer
- Dunajew, Andrei Gennadjewitsch (* 1977), russischer Rechtsanwalt und Politiker
- Dunajew, Arman (* 1966), kasachischer Ökonom und Politiker
- Dunajewski, Albin (1817–1894), polnischer Kardinal, Bischof von Krakau
- Dunajewski, Isaak Ossipowitsch (1900–1955), sowjetischer Musiker und Komponist
- Dunajewski, Julian von (1821–1907), Gelehrter und Ökonom, österreichischer Finanzminister
- Dunajski, Petrus (1869–1938), polnischer Geistlicher und Politiker, MdR
- Dunal, Michel Félix (1789–1856), französischer Botaniker
- Dunan, René (1793–1885), französischer Französischlehrer und Pädagoge
- Dunand, Bernard (* 1936), Schweizer Segler
- Dunand, Jean (1877–1942), Schweizer und französischer Maler, Bildhauer, Metallhandwerker, Möbeldesigner, Innenarchitekt und Lackkünstler
- Dunant, Henry (1828–1910), Initiator der Rotkreuz-Bewegung und Mitbegründer des Internationalen Komitees vom Roten Kreuz
- Dunant, Jean Henri (1934–2015), Schweizer Chirurg und Politiker (SVP)
- Dunant, Sarah (* 1950), britische Schriftstellerin
- Dunasch ben Labrat (920–990), jüdischer Dichter und Gelehrter
- Dunasch ibn Tamim, jüdischer Gelehrter
- Dunauskaitė, Jadvyga (* 1954), litauische Ingenieurin und Politikerin
- Dunaway, David, US-amerikanischer Jazzmusiker
- Dunaway, Faye (* 1941), US-amerikanische SchauspielerinFaye Dunaway (* 1941)

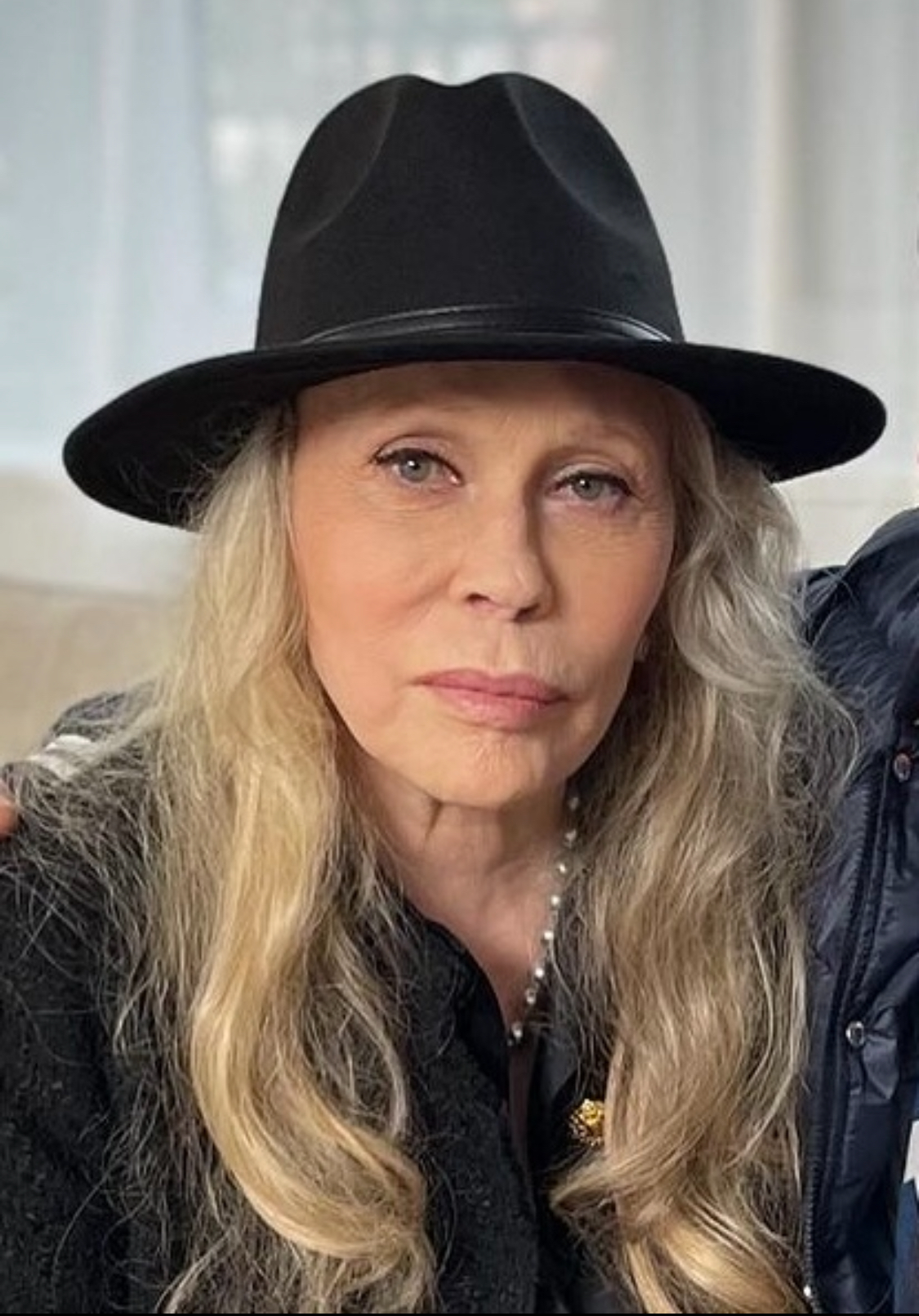
Faye Dunaway (* 1941)

- Dunay, Pál (1909–1993), ungarischer Fechter
- Dunayevskaya, Raya (1910–1987), amerikanische marxistische Aktivistin, Autorin und Übersetzerin

### Dunb
- Dunbar, Adrian (* 1958), britischer Schauspieler
- Dunbar, Agnes, Mätresse des schottischen Königs David II.
- Dunbar, Andrea (1961–1990), britische Dramatikerin
- Dunbar, Aynsley (* 1946), britischer SchlagzeugerAynsley Dunbar (* 1946)

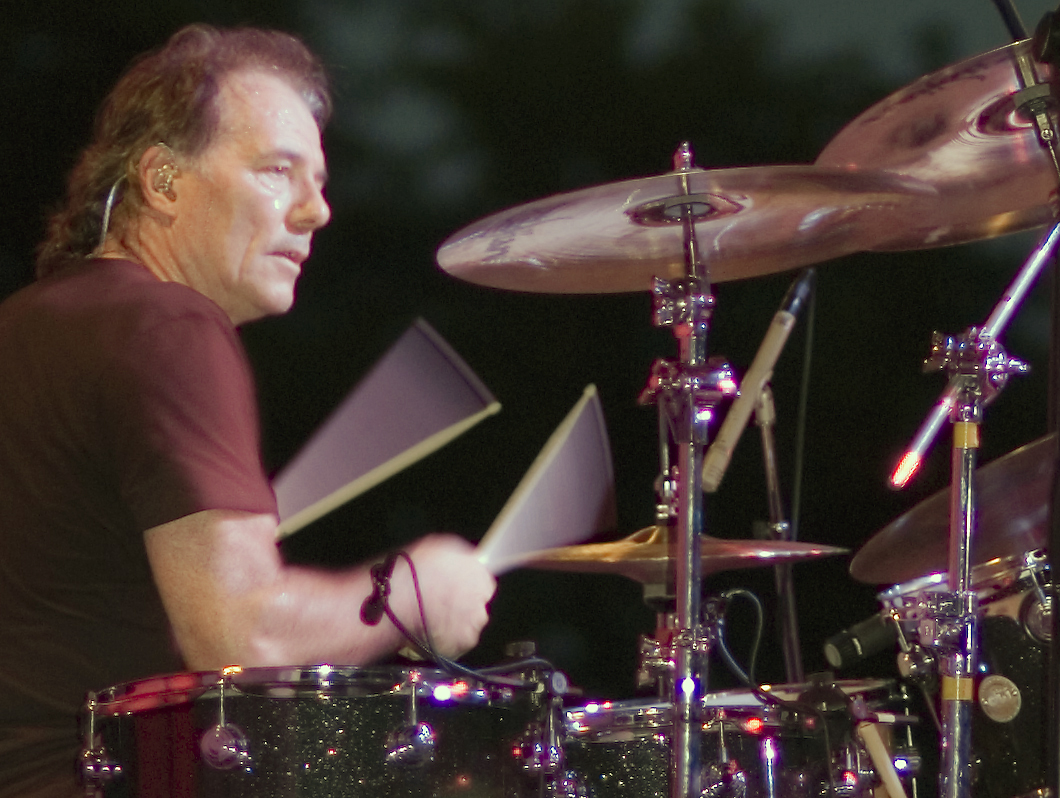
Aynsley Dunbar (* 1946)

- Dunbar, Bob (1859–1937), kanadischer Curler
- Dunbar, Bonnie Jeanne (* 1949), US-amerikanische Astronautin
- Dunbar, Carl O. (1891–1979), US-amerikanischer Paläontologe
- Dunbar, Claude (1909–1971), britischer Offizier und Generalmajor des Heeres
- Dunbar, Dirk (* 1954), US-amerikanischer Basketballspieler und -trainer
- Dunbar, Dixie (1919–1991), US-amerikanische Schauspielerin
- Dunbar, Duncan (1803–1862), britischer Reeder
- Dunbar, Eddie (* 1996), irischer Radsportler
- Dunbar, Frank L. (1860–1945), US-amerikanischer Attorney und Politiker
- Dunbar, Huey (* 1974), puerto-ricanischer Musiker
- Dunbar, Isaac (* 2003), US-amerikanischer Singer-Songwriter
- Dunbar, James (1930–2018), US-amerikanischer Ruderer
- Dunbar, James W. (1860–1943), US-amerikanischer Politiker
- Dunbar, Jeremy (* 1988), deutsch-amerikanischer Basketballspieler
- Dunbar, Jo-Lonn (* 1985), US-amerikanischer American-Football-Spieler
- Dunbar, John (* 1943), britischer Künstler, Kunstsammler und Galerist
- Dunbar, Lance (* 1990), US-amerikanischer American-Football-Spieler
- Dunbar, Moira (1918–1999), schottisch-kanadische Glaziologin
- Dunbar, Patrick, 4. Earl of Dunbar (1152–1232), schottischer Magnat
- Dunbar, Patrick, 5. Earl of Dunbar († 1248), Earl of Dunbar
- Dunbar, Patrick, 6. Earl of Dunbar († 1289), schottischer Magnat
- Dunbar, Patrick, 7. Earl of Dunbar (1242–1308), schottischer Magnat und Militär
- Dunbar, Patrick, 8. Earl of Dunbar (1285–1369), schottischer Magnat und Militär
- Dunbar, Paul Laurence (1872–1906), US-amerikanischer Dichter und Schriftsteller
- Dunbar, R. Scott, US-amerikanischer Planetologe und Asteroidenentdecker
- Dunbar, Robin (* 1947), britischer PsychologeRobin Dunbar (* 1947)

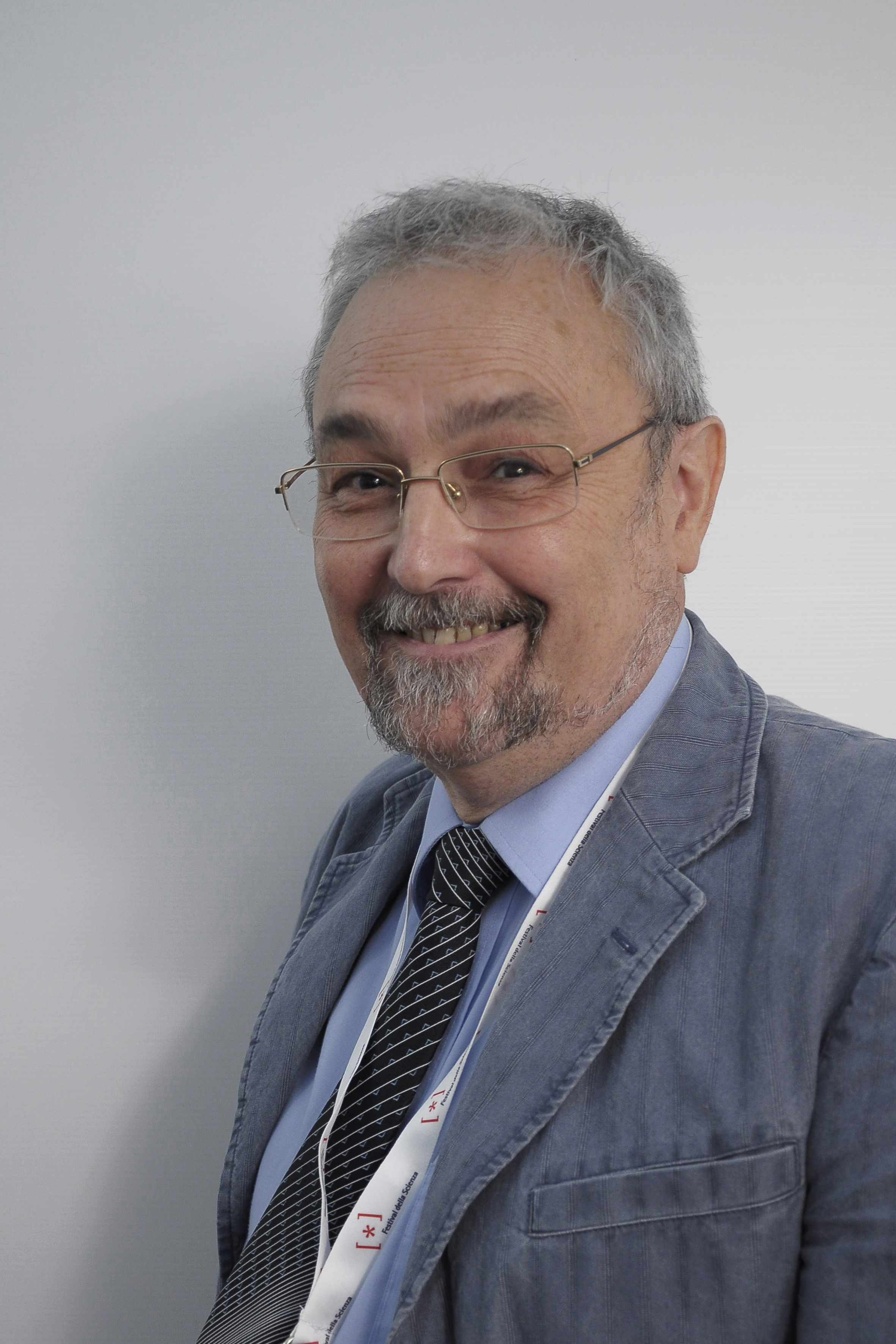
Robin Dunbar (* 1947)

- Dunbar, Rockmond (* 1973), US-amerikanischer SchauspielerRockmond Dunbar (* 1973)

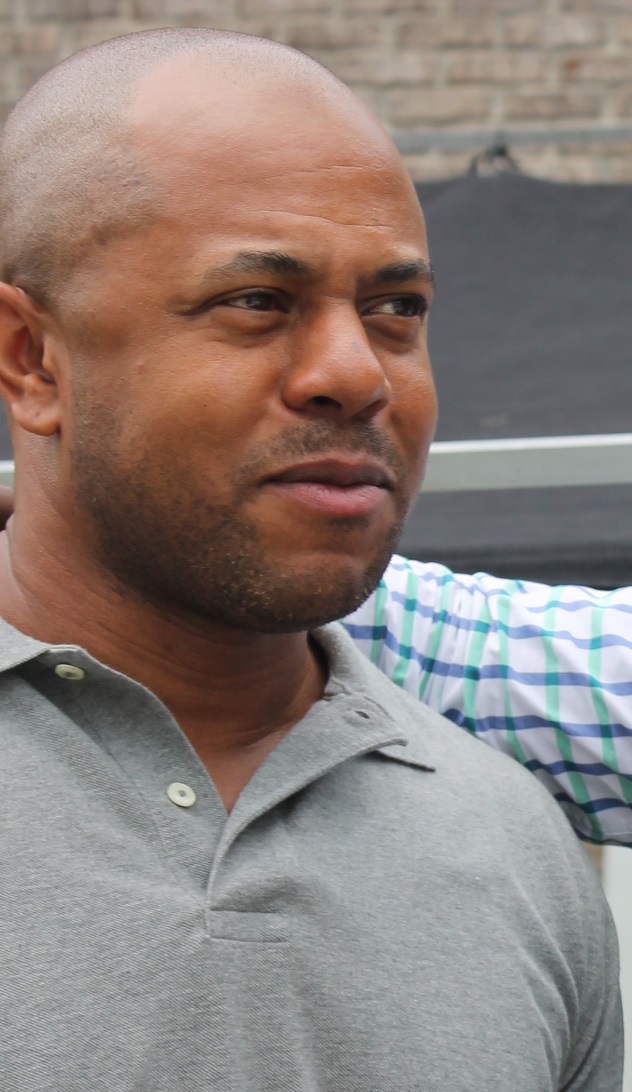
Rockmond Dunbar (* 1973)

- Dunbar, Rudolph (1899–1988), britischer Jazz- und Unterhaltungsmusiker, später Komponist und Dirigent
- Dunbar, Sly (* 1952), jamaikanischer Schlagzeuger und Musikproduzent
- Dunbar, Ted (1937–1998), US-amerikanischer Gitarrist und Komponist
- Dunbar, William, schottischer Dichter
- Dunbar, William (1805–1861), US-amerikanischer Politiker
- Dunbar, William Philipps (1863–1922), deutscher Hygieniker
- Dunbar-Nelson, Alice (1875–1935), US-amerikanische Schriftstellerin, Journalistin und Bürgerrechtlerin

### Dunc
- Dunca, Marius Alexandru (* 1980), rumänischer Politiker
- Dunca, Rodica (* 1965), rumänische Kunstturnerin
- Dunca, Tudor Gavril (* 1951), rumänischer Politiker, Botschafter und Elektroingenieur
- Duncalf, Jenny (* 1982), englische Squashspielerin
- Duncan I. (1001–1040), König von Strathclyde (1018–1040); König von Schottland (1034–1040)
- Duncan II. (1060–1094), König von Schottland
- Duncan MacLennan, Dorothy (1903–1957), kanadische Schriftstellerin
- Duncan Smith, Iain (* 1954), britischer Politiker, Mitglied des House of CommonsIain Duncan Smith (* 1954)

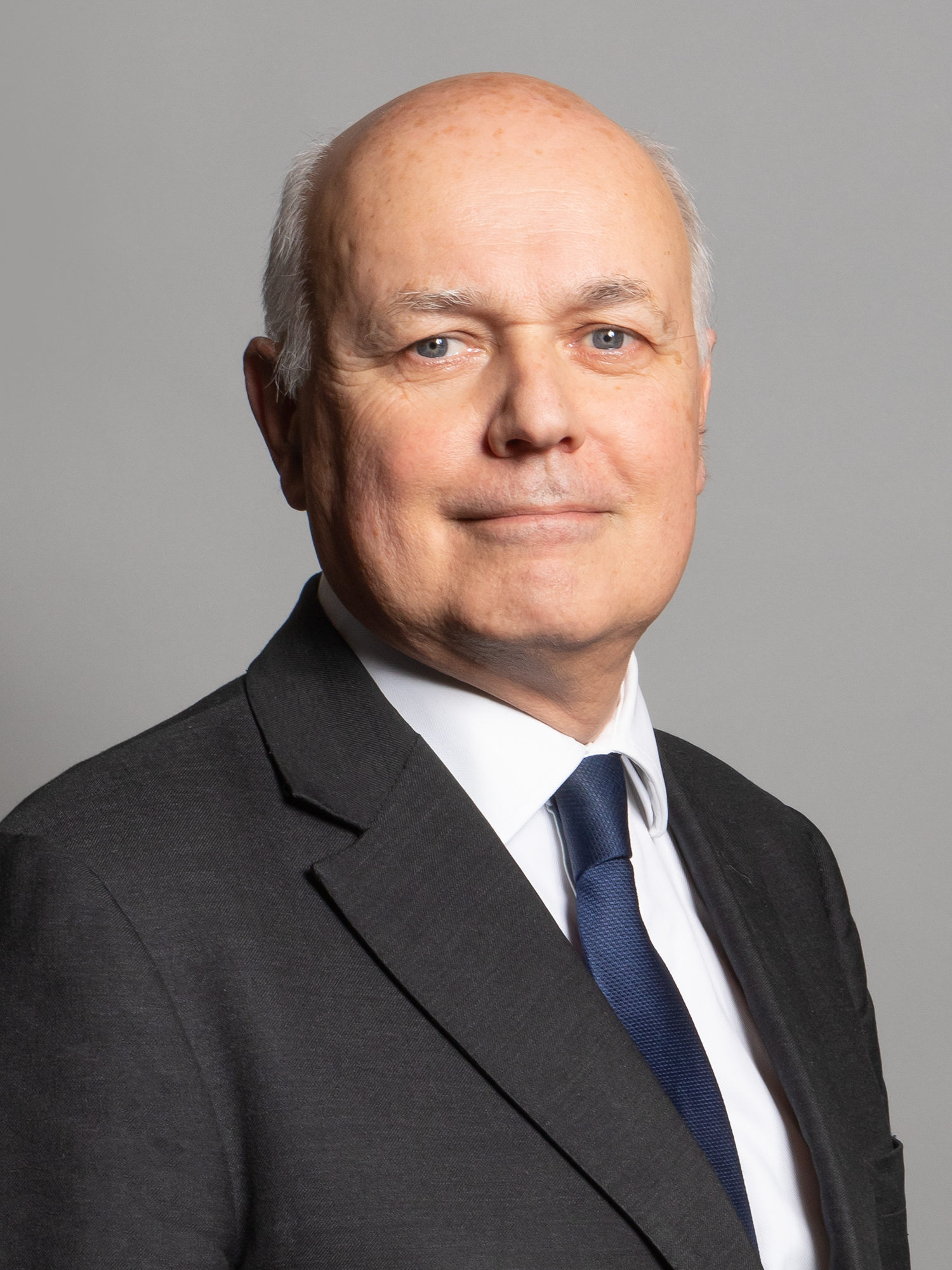
Iain Duncan Smith (* 1954)

- Duncan, 3. Earl of Fife († 1154), schottischer Magnat
- Duncan, 4. Earl of Fife († 1204), schottischer Magnat
- Duncan, 8. Earl of Fife (1262–1289), schottischer Magnat
- Duncan, 9. Earl of Fife († 1353), schottischer Magnat
- Duncan, Adam, 1. Viscount Duncan (1731–1804), britischer Admiral und Seeheld
- Duncan, Alan (* 1957), britischer Politiker (Conservative Party), Mitglied des House of Commons
- Duncan, Alastair (* 1942), amerikanischer Sachbuchautor und Kunstexperte des Jugendstils und des Art déco
- Duncan, Alexander (1788–1853), US-amerikanischer Politiker der Demokratischen Partei
- Duncan, Alexandra, amerikanische Science-Fiction- und Fantasy-Schriftstellerin und Bibliothekarin
- Duncan, Alfred (* 1993), ghanaischer Fußballspieler
- Duncan, Andrew (1773–1832), schottischer Arzt und Hochschullehrer
- Duncan, Andrew (1927–2022), US-amerikanischer Schauspieler
- Duncan, Andrew Rae (1884–1952), britischer Manager und Politiker, Unterhausabgeordneter
- Duncan, Andy (* 1964), US-amerikanischer Science-Fiction-Autor und Fantasy-Autor
- Duncan, Arne (* 1964), US-amerikanischer Politiker
- Duncan, Barbara (1921–2003), amerikanische Kunsthistorikerin, Kunstsammlerin und Mäzenin
- Duncan, Ben (* 2002), australischer Fußballspieler
- Duncan, Boris (* 1962), britischer Skirennläufer
- Duncan, Cameron (1986–2003), neuseeländischer Skriptautor und Filmregisseur
- Duncan, Carl D. (1895–1966), US-amerikanischer Entomologe, Botaniker und Hochschullehrer
- Duncan, Charles K. (1911–1994), US-amerikanischer Marineoffizier
- Duncan, Charles W. (1926–2022), US-amerikanischer Unternehmer, Politiker und Manager
- Duncan, Dan (1933–2010), US-amerikanischer Unternehmer
- Duncan, Daniel (1806–1849), US-amerikanischer Politiker
- Duncan, Daniel Kablan (* 1943), ivorischer Politiker und Premierminister seines Landes
- Duncan, Dave (1933–2018), kanadischer Fantasy-Autor
- Duncan, David (1913–1999), US-amerikanischer Drehbuchautor
- Duncan, David (* 1982), kanadischer Freestyle-Skisportler
- Duncan, David Douglas (1916–2018), US-amerikanischer Fotojournalist
- Duncan, Dennis (* 1974), britischer Linguist und Literaturwissenschaftler
- Duncan, Dominique (* 1990), nigerianische Sprinterin US-amerikanischer Herkunft
- Duncan, Donald B. (1896–1975), US-amerikanischer Admiral der US Navy
- Duncan, Elizabeth (1871–1948), US-amerikanische Tanzpädagogin
- Duncan, Eric (1972–2014), liberianischer Indexpatient des Ebolafieber-Ausbruchs in den Vereinigten Staaten 2014
- Duncan, Fionna (1939–2022), schottische Jazzmusikerin (Gesang)
- Duncan, Garnett (1800–1875), US-amerikanischer Politiker
- Duncan, Geoff (* 1975), US-amerikanischer PolitikerGeoff Duncan (* 1975)

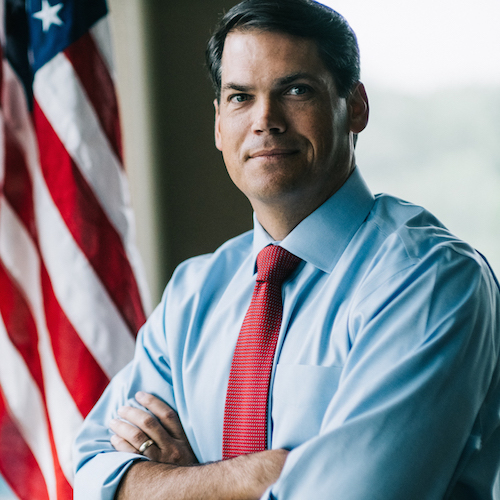
Geoff Duncan (* 1975)

- Duncan, George B. (1861–1950), US-amerikanischer Offizier, Generalmajor der US-Army
- Duncan, Glaister George (1930–2016), jamaikanischer Diplomat
- Duncan, Gordon (1964–2005), schottischer Dudelsackspieler
- Duncan, Hal (* 1971), britischer Science-Fiction- und Fantasy-Schriftsteller
- Duncan, Hank (1894–1968), US-amerikanischer Stride-Pianist
- Duncan, Helen (1897–1956), letzte nach dem Witchcraft Act inhaftierte Person
- Duncan, Herbert (1862–1945), britischer Radrennfahrer, Radsportpionier und Journalist
- Duncan, Ian (* 1973), britischer Politiker (Conservative Party), MdEP
- Duncan, Ian (* 1975), südafrikanischer Filmschauspieler
- Duncan, Isadora (1877–1927), US-amerikanische Tänzerin und ChoreografinIsadora Duncan (1877–1927)

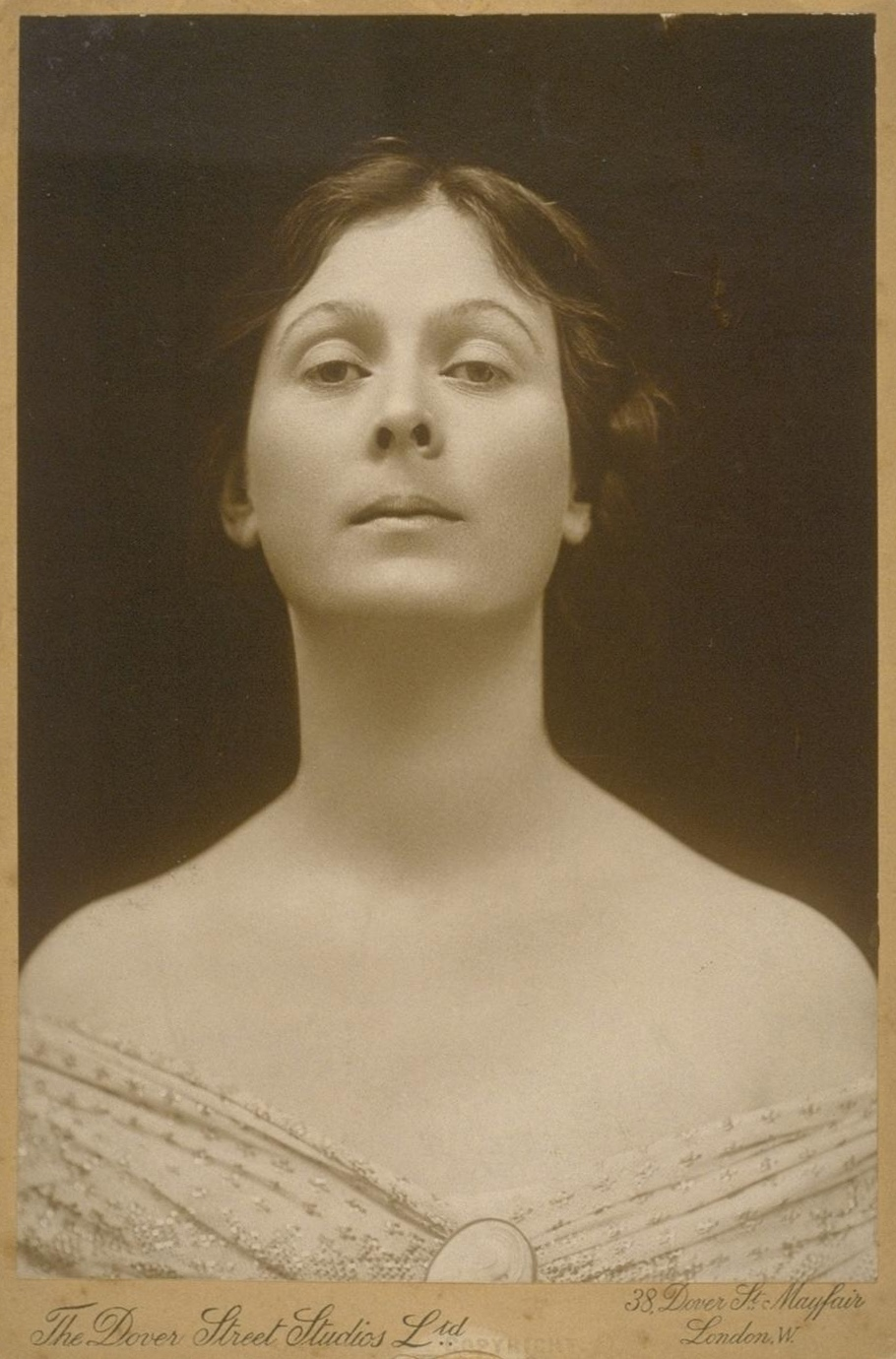
Isadora Duncan (1877–1927)

- Duncan, J. Michael (* 1937), US-amerikanischer Bauingenieur für Geotechnik
- Duncan, Jack (* 1993), australischer Fußballspieler
- Duncan, James (1756–1844), US-amerikanischer Politiker
- Duncan, James (1887–1955), US-amerikanischer Diskuswerfer
- Duncan, James (* 1977), kanadischer Basketballspieler und -trainer
- Duncan, James H. (1793–1869), US-amerikanischer Politiker
- Duncan, Janice, US-amerikanische Filmemacherin, Drehbuchautorin und Filmproduzentin
- Duncan, Jayan (* 1995), Fußballspieler von St. Kitts und Nevis
- Duncan, Jeff (* 1966), US-amerikanischer Politiker der Republikanischen Partei
- Duncan, Jimmy (* 1947), US-amerikanischer Politiker
- Duncan, John (1805–1849), schottischer Entdeckungsreisender in Westafrika
- Duncan, John (1866–1945), schottischer Maler des Symbolismus
- Duncan, John (* 1953), britischer Psychologe und Neurowissenschaftler
- Duncan, John Charles (1882–1967), US-amerikanischer Astronom
- Duncan, John S. (* 1958), britischer Diplomat
- Duncan, John senior (1919–1988), US-amerikanischer Politiker
- Duncan, Johnny (1938–2006), US-amerikanischer Country-Sänger
- Duncan, Johnson Kelly (1827–1862), Brigadegeneral der Konföderierten im Sezessionskrieg
- Duncan, Joseph (1794–1844), US-amerikanischer Politiker
- Duncan, Josh (* 1986), US-amerikanischer Basketballspieler
- Duncan, Katie (* 1988), neuseeländische Fußballspielerin
- Duncan, Kirsty (* 1966), kanadische medizinische Geografin und Politikerin der Liberalen Partei
- Duncan, Lawson (* 1964), US-amerikanischer Tennisspieler
- Duncan, Len (1911–1998), US-amerikanischer Rennfahrer
- Duncan, Lesley (1943–2010), britische Sängerin und Songschreiberin
- Duncan, Lindsay (* 1950), britische SchauspielerinLindsay Duncan (* 1950)

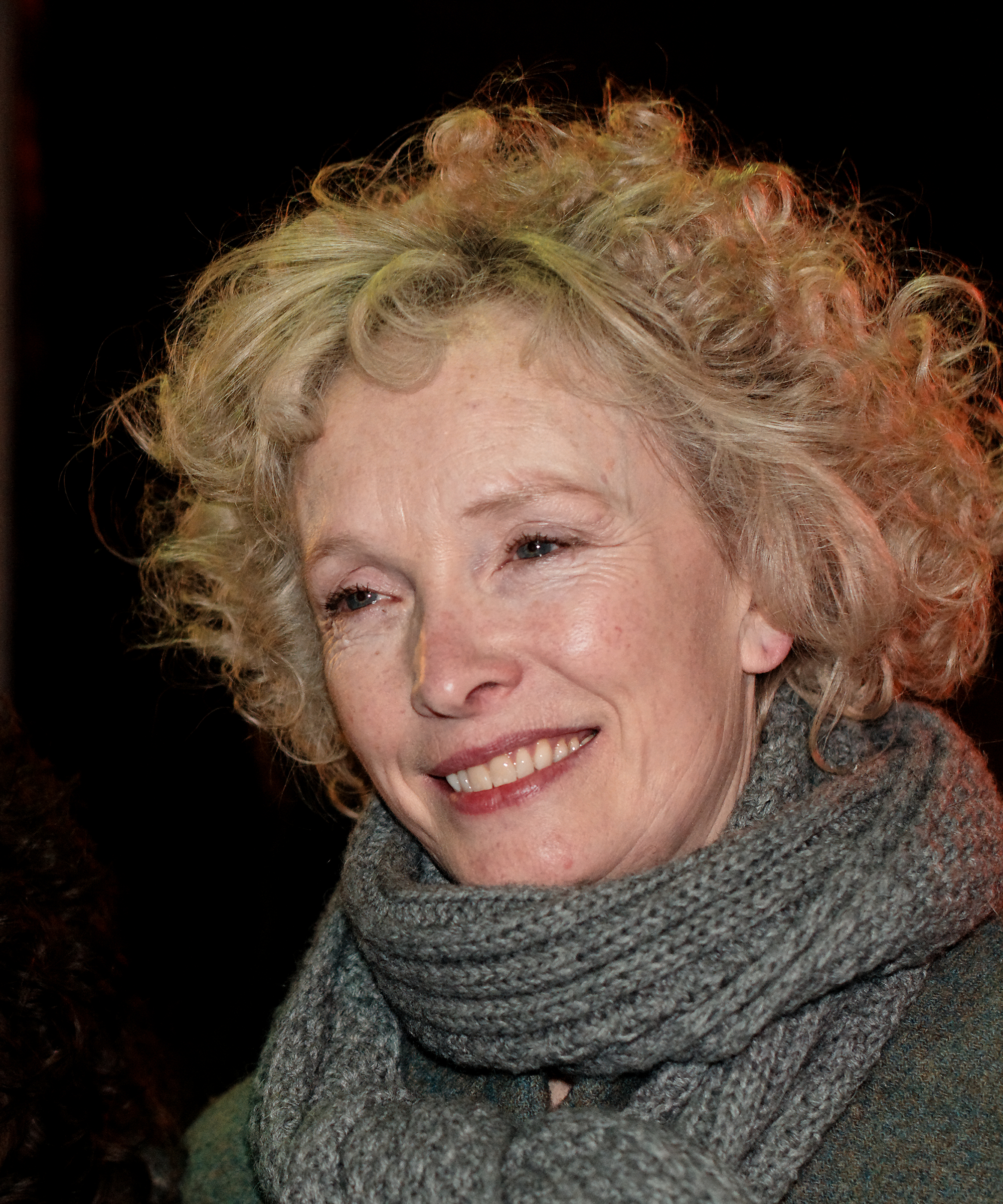
Lindsay Duncan (* 1950)

- Duncan, Lois (1934–2016), US-amerikanische Schriftstellerin
- Duncan, Mary (1894–1993), US-amerikanische Schauspielerin
- Duncan, Melissa (* 1990), australische Mitte- und Langstreckenläuferin
- Duncan, Michael Clarke (1957–2012), US-amerikanischer SchauspielerMichael Clarke Duncan (1957–2012)

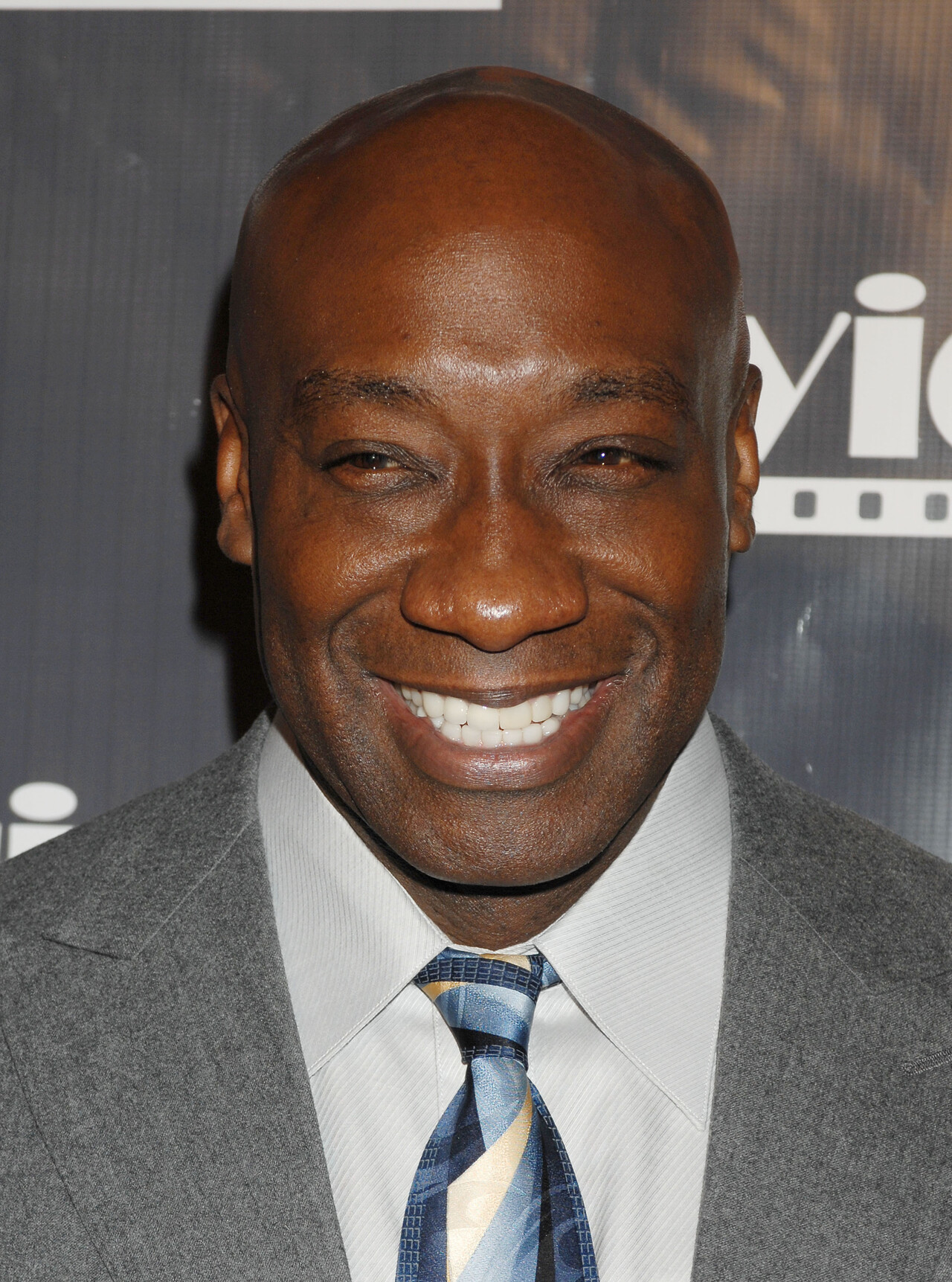
Michael Clarke Duncan (1957–2012)

- Duncan, Michelle (* 1978), britische Schauspielerin
- Duncan, Mike (* 1951), US-amerikanischer Politiker
- Duncan, Mike (* 1980), US-amerikanischer Historiker und Podcaster
- Duncan, Nicholas, US-amerikanischer Schauspieler
- Duncan, Otis Dudley (1921–2004), US-amerikanischer Soziologe
- Duncan, Pamela (1931–2005), US-amerikanische Schauspielerin
- Duncan, Patrick (1918–1967), südafrikanischer Kolonialbeamter, Politiker, Anti-Apartheid-Aktivist, Journalist und Schriftsteller
- Duncan, Peter (* 1944), kanadischer Skirennläufer
- Duncan, Peter (* 1945), australischer Politiker, Abgeordneter des Repräsentantenhauses und des South Australian Legislative Assembly
- Duncan, Peter (* 1954), britischer Schauspieler und Fernsehmoderator
- Duncan, Peter Martin (1824–1891), britischer Paläontologe
- Duncan, Rachel (* 1985), US-amerikanische Schauspielerin
- Duncan, Raymond (1874–1966), US-amerikanischer Tänzer, Künstler, Dichter, Handwerker und Philosoph
- Duncan, Richard M. (1889–1974), US-amerikanischer Jurist und Politiker
- Duncan, Robert (1919–1988), US-amerikanischer Dichter
- Duncan, Robert (* 1948), US-amerikanischer Bischof
- Duncan, Robert (* 1973), kanadischer Komponist
- Duncan, Robert B. (1920–2011), US-amerikanischer Politiker
- Duncan, Robert C. (* 1956), US-amerikanischer Astrophysiker
- Duncan, Robert L. (* 1953), US-amerikanischer Politiker
- Duncan, Ryan (* 1985), kanadischer Eishockeyspieler
- Duncan, Ryan (* 2004), schottischer Fußballspieler
- Duncan, Sandy (1912–2005), britischer Sprinter, Weitspringer und Sportfunktionär
- Duncan, Sandy (* 1946), US-amerikanische Schauspielerin und SängerinSandy Duncan (* 1946)

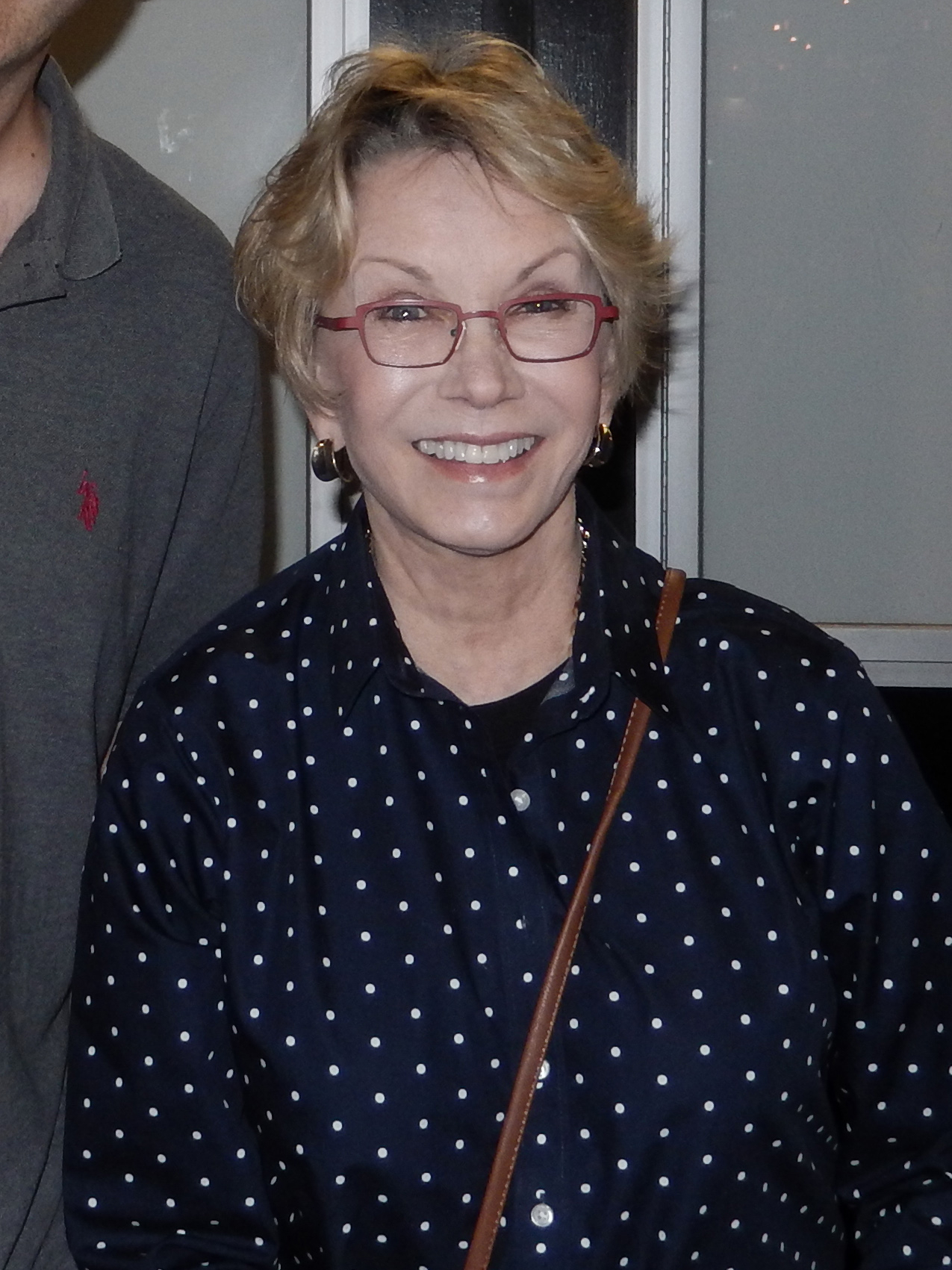
Sandy Duncan (* 1946)

- Duncan, Scott (1888–1976), schottischer Fußballspieler und -trainer
- Duncan, Scott (* 1983), US-amerikanischer Unternehmer
- Duncan, Scott (* 1994), britischer Tennisspieler
- Duncan, Sheena (1932–2010), südafrikanische Antiapartheidsaktivistin und Kirchenvertreterin
- Duncan, Ted (1912–1963), US-amerikanischer Autorennfahrer
- Duncan, Thomas William (1905–1987), US-amerikanischer Schriftsteller
- Duncan, Thomas Young (1836–1914), neuseeländischer Politiker der Liberal Party
- Duncan, Tim (* 1976), US-amerikanischer BasketballspielerTim Duncan (* 1976)

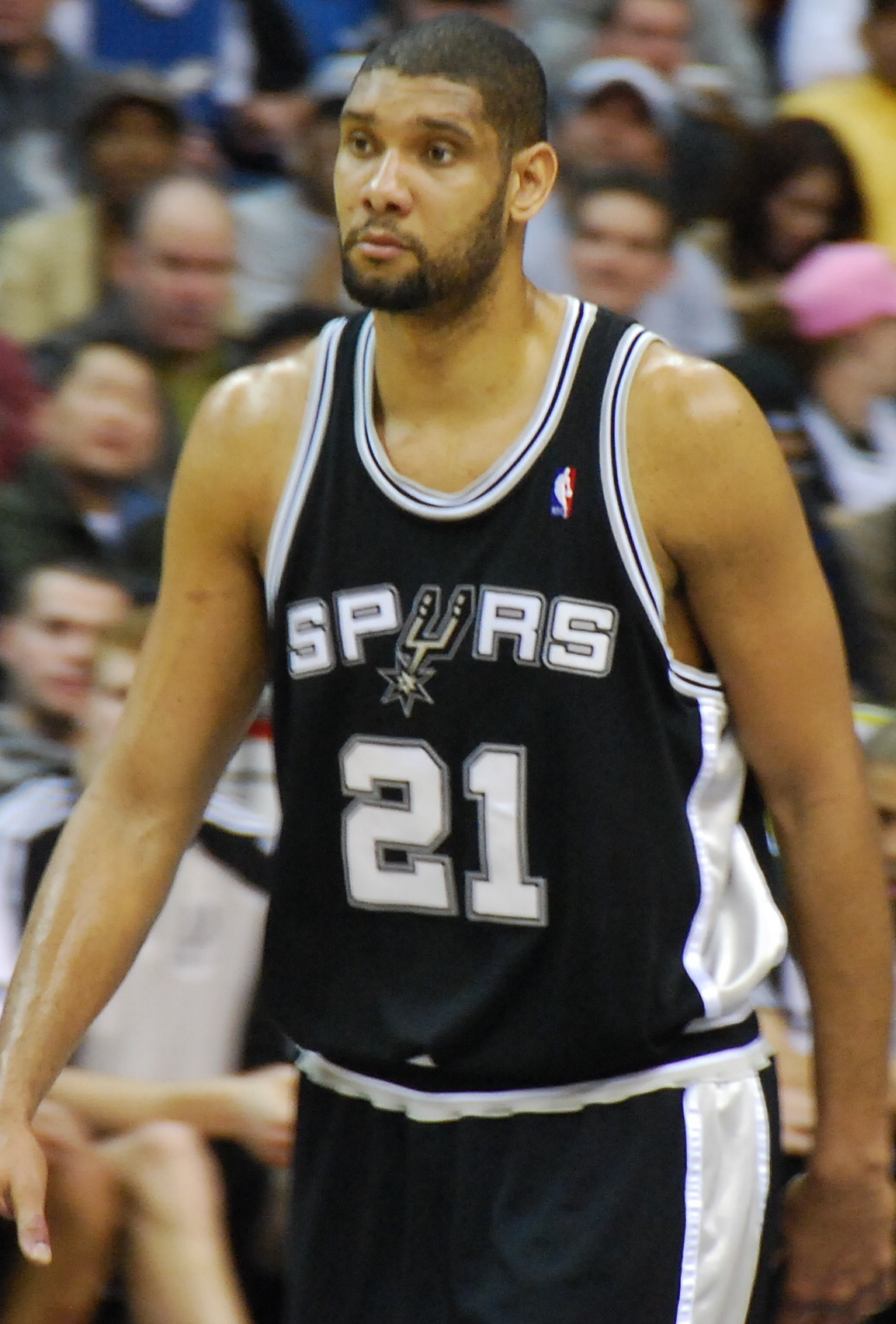
Tim Duncan (* 1976)

- Duncan, Todd (1903–1998), US-amerikanischer Sänger (Bariton), Gesangspädagoge, Schauspieler und Bürgerrechtsaktivist
- Duncan, Tommy (1911–1967), US-amerikanischer Country-Sänger
- Duncan, Trevor (1924–2005), englischer Komponist
- Duncan, Ursula Katherine (1910–1985), britische Botanikerin
- Duncan, Walter Gordon (1885–1963), australischer Politiker, Präsident des South Australian Legislative Council
- Duncan, Walter Jack (1881–1941), US-amerikanischer Maler, Illustrator und Kriegsmaler
- Duncan, William Addison (1836–1884), US-amerikanischer Politiker
- Duncan, William Murdoch (1909–1975), schottischer Schriftsteller
- Duncan, Zhivago (* 1980), US-amerikanischer Künstler
- Duncan-Brewster, Sharon (* 1976), britische Schauspielerin
- Duncan-Jones, Katherine (1941–2022), britische Literaturwissenschaftlerin
- Duncan-Thibault, Alexander (* 1994), kanadischer Volleyballspieler
- Duncanson, Bert (1911–2000), kanadischer Eishockeyspieler
- Duncanson, Dennis John (1917–1998), britischer Beamter der Kolonialverwaltung, Politikwissenschaftler und Asienexperte
- Duncanson, Robert S. (1821–1872), US-amerikanischer Landschaftsmaler der Hudson River School
- Dúnchad mac Conaing († 654), König des iro-schottischen Reiches Dalriada
- Dünchheim, Thomas (* 1968), deutscher Rechtswissenschaftler, Politiker (CDU) und Sachbuchautor
- Dunckel, Heiner (* 1954), deutscher Hochschullehrer
- Dunckelberg, Friedrich Wilhelm (1773–1844), Kammeringenieur und Baumeister in Mecklenburg-Strelitz
- Duncker, Albert (1843–1886), deutscher Lehrer und Bibliothekar
- Duncker, Alexander (1813–1897), deutscher Verleger und BuchhändlerAlexander Duncker (1813–1897)

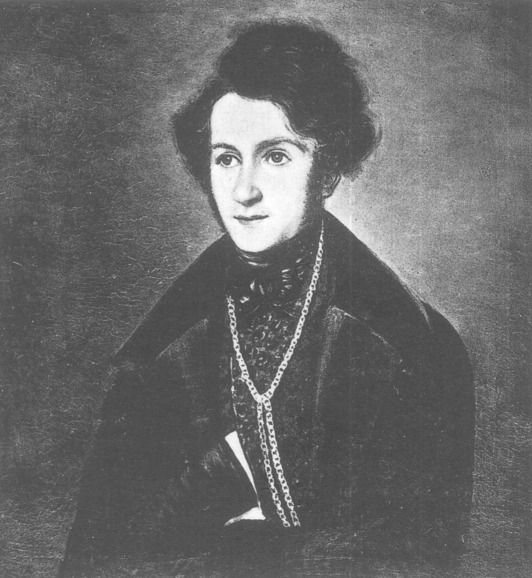
Alexander Duncker (1813–1897)

- Duncker, Alexander (1850–1929), deutscher Verleger und Buchhändler
- Duncker, Andreas der Ältere († 1629), deutscher Buchdrucker und Verleger
- Duncker, Andreas der Jüngere (1613–1657), deutscher Buchdrucker, Verleger und Ratsherr in Braunschweig
- Duncker, Carl (1808–1868), deutscher Historien- und Porträtmaler
- Duncker, Dora (1855–1916), deutsche Schriftstellerin in Berlin
- Duncker, Ferdinand (1805–1871), deutscher Advokat, Stadtsekretär, Landtagsabgeordneter Waldeck
- Duncker, Franz (1822–1888), deutscher Verleger, Politiker, MdR und Sozialreformer
- Duncker, Georg (1870–1953), deutscher Ichthyologe, Kustos und Professor
- Duncker, Hans (1881–1961), deutscher Ornithologe, Genetiker und Rassenhygieniker
- Duncker, Hans (1904–1974), deutscher Politiker (DP, CDU), MdHB
- Duncker, Hans-Rainer (1933–2023), deutscher Zoologe und Anatom
- Duncker, Hermann (1817–1893), Kommunalpolitiker (Berlin)
- Duncker, Hermann (1874–1960), deutscher KPD-Funktionär, marxistischer Historiker und Gesellschaftswissenschaftler, Rektor der Gewerkschaftshochschule „Fritz Heckert“
- Duncker, Joachim Zachris (1774–1809), schwedischer Soldat, zuletzt im Rang eines Oberstleutnant
- Duncker, Johann Friedrich Leopold († 1842), preußischer Beamter, Schriftsteller und Dichter
- Duncker, Johann Heinrich August (1767–1843), deutscher Optiker
- Duncker, Johannes (* 1983), deutscher Filmregisseur, Drehbuchautor, Produzent und Festivalleiter
- Duncker, Karl (1781–1869), deutscher Verleger
- Duncker, Karl (1903–1940), deutscher Psychologe und Mitbegründer der Gestalttheorie
- Duncker, Käte (1871–1953), deutsche PolitikerinKäte Duncker (1871–1953)

Käte Duncker (1871–1953)

- Duncker, Ludwig (1810–1875), deutscher Theologe und Hochschullehrer
- Duncker, Ludwig (* 1951), deutscher Erziehungswissenschaftler und Hochschullehrer
- Duncker, Ludwig Friedrich Wilhelm (1804–1847), deutscher Jurist und Hochschullehrer
- Duncker, Maria (* 1963), finnische Künstlerin
- Duncker, Martina (* 1962), deutsche Schauspielerin und Synchronsprecherin
- Duncker, Max (1862–1941), evangelischer Pfarrer in Klingenberg, Belsen und Neckarsulm sowie württembergischer Kirchen- und Landeshistoriker
- Duncker, Maximilian (1811–1886), deutscher Historiker und Politiker
- Duncker, Patricia (* 1951), jamaikanische Schriftstellerin und Hochschullehrerin
- Duncker, Paul Heinrich Ludwig (1754–1830), deutscher Mediziner
- Duncker, Vincenz (* 1884), deutscher Leichtathlet
- Duncker, Wolfgang (1909–1942), deutscher kommunistischer Journalist und Filmkritiker
- Duncker-Hofmann, Eva (* 1889), deutsche Schriftstellerin
- Dunckern, Anton (1905–1985), deutscher Jurist, Polizei- und SS-Offizier in Metz

### Dund
- Dundakova, Maria (* 1939), bulgarisch-schweizerische Künstlerin
- Dündar, Can (* 1961), türkischer Enthüllungsjournalist, Dokumentarfilmproduzent und SchriftstellerCan Dündar (* 1961)

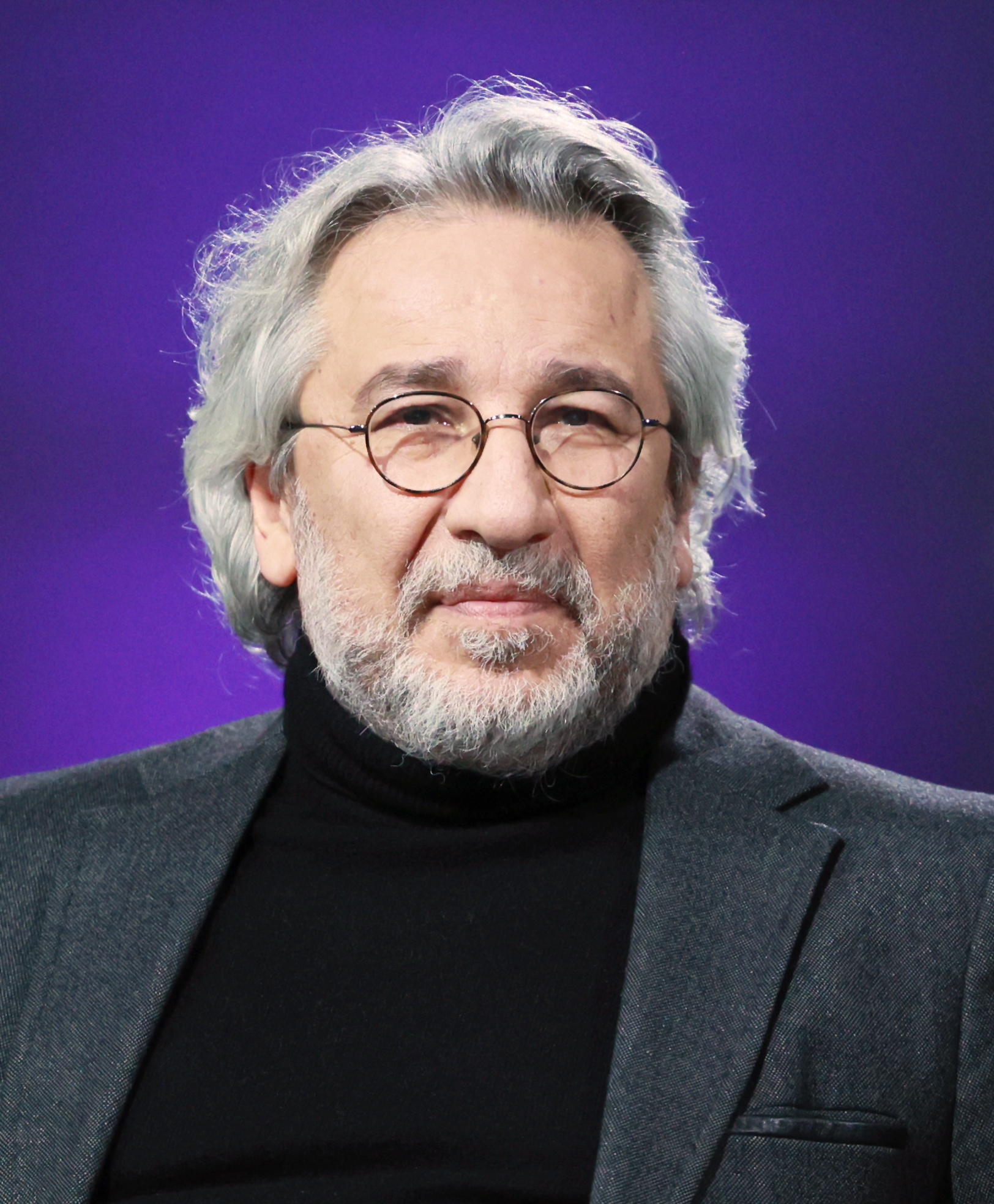
Can Dündar (* 1961)

- Dündar, Özlem Özgül (* 1983), deutsche Schriftstellerin und Übersetzerin
- Dündar, Uğur (* 1943), türkischer Journalist und FernsehmoderatorUğur Dündar (* 1943)

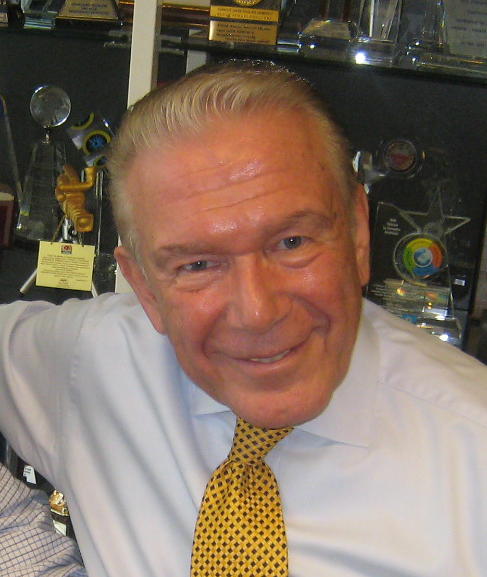
Uğur Dündar (* 1943)

- Dündar, Uğur (* 1992), deutsch-türkischer Fußballspieler
- Dündar, Ümit (* 1955), türkischer General
- Dundas of Fingask and Carronhall, Thomas († 1786), schottischer Politiker, Mitglied des House of Commons
- Dundas, Charles, 1. Baron Amesbury (1751–1832), britischer Politiker
- Dundas, David (1735–1820), britischer General
- Dundas, David (* 1945), britischer Komponist, Popmusiker und Schauspieler
- Dundas, Frederick (1802–1872), britischer Politiker
- Dundas, George Heneage Lawrence (1778–1834), britischer Admiral und Politiker, Mitglied des House of Commons
- Dundas, Henry, 1. Viscount Melville (1742–1811), schottischer Staatsmann und Jurist
- Dundas, James Whitley Deans (1785–1862), britischer Admiral und Politiker
- Dundas, Jennifer (* 1971), US-amerikanische Schauspielerin
- Dundas, Lawrence, 1. Marquess of Zetland (1844–1929), britischer Peer und Politiker
- Dundas, Lawrence, 2. Marquess of Zetland (1876–1961), britischer Politiker und Kolonialadministrator
- Dundas, Lawrence, 3. Marquess of Zetland (1908–1989), britischer Peer
- Dundas, Mark, 4. Marquess of Zetland (* 1937), britischer Peer
- Dundas, Paul (1952–2023), britischer Indologe
- Dundas, Richard Saunders (1802–1861), britischer Admiral
- Dundas, Robert, 2. Viscount Melville (1771–1851), britischer Politiker, Mitglied des House of Commons
- Dundas, Robert, 9. Viscount Melville (1937–2011), britischer Politiker (Conservative Party), Soldat und Peer
- Dundas, Sally (1953–2022), britisch-kanadische Filmproduzentin
- Dundas, Thomas (1750–1794), schottischer Offizier und Politiker, Mitglied des House of Commons
- Dundas-Grant, James (1854–1944), britischer Hals-Nasen-Ohren-Arzt
- Dunde, Siegfried Rudolf (1953–1993), deutscher Aids-Aktivist, Autor, Hochschullehrer, Soziologe, Theologe, Psychologe, Referent
- Dundee, Angelo (1921–2012), US-amerikanischer BoxtrainerAngelo Dundee (1921–2012)

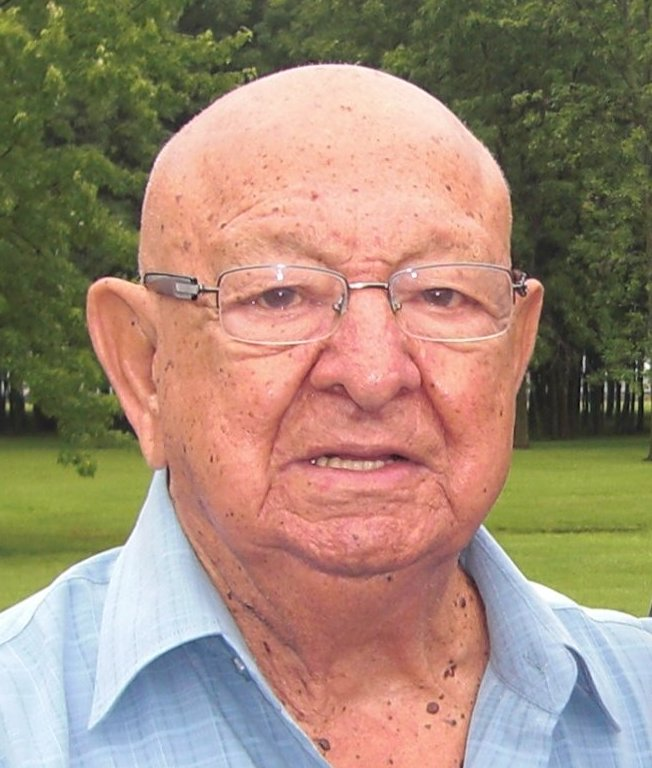
Angelo Dundee (1921–2012)

- Dundee, Joe (1903–1982), US-amerikanischer Boxer italienischer Abstammung im Weltergewicht und sowohl universeller als auch NYSAC-Weltmeister
- Dundee, Johnny (1893–1965), US-amerikanischer Boxer
- Dundee, Sean (* 1972), deutscher Fußballspieler südafrikanischer Abstammung
- Dundee, Vince (1907–1949), US-amerikanischer Boxer italienischer Herkunft
- Dunderdale, Kathy (* 1952), kanadische Politikerin
- Dunderdale, Tommy (1887–1960), australisch-kanadischer Eishockeyspieler
- Dunderdale, Wilfred (1899–1990), britischer Nachrichtendienstler
- Dundes, Alan (1934–2005), US-amerikanischer Ethnologe und Folklorist
- Dundov, Petar (* 1973), kroatischer Techno-Produzent
- Dundovic, Laura (* 1987), australische Schönheitskönigin und Schauspielerin
- Dundr, Frank (* 1957), deutscher Olympiasieger im Rudern
- Dundr, Václav Jiří (1811–1872), tschechischer Schriftsteller und Übersetzer
- Dundukow, Andrei Gennadjewitsch (* 1966), russischer Nordischer Kombinierer
- Dundulienė, Pranė (1910–1991), litauische Ethnologin
- Dundurs, John (1922–2016), US-amerikanischer Ingenieur
- Dundy, Elaine (1921–2008), US-amerikanische Schriftstellerin, Biografin, Journalistin und Schauspielerin

### Dune
- Dune, Edmond (1914–1988), luxemburgischer Autor, Dichter und Dramaturg
- Dunecki, Leszek (* 1956), polnischer Leichtathlet
- Dunedin-Maler, Hilfsbezeichnung für einen Kunstfälscher auf dem Gebiet der antiken Keramik
- Dunér, Nils Christofer (1839–1914), schwedischer Astronom
- Dunet, Alfred (1889–1939), französischer Maler
- Duneton, Claude (1935–2012), französischer Schriftsteller, Schauspieler, Übersetzer, Anglist, Romanist, Französist und Sprachforscher
- Dünewald, Johann Heinrich von (1617–1691), österreichischer Feldmarschall der Kavallerie
- Dünewald, Ludwig von († 1727), sächsischer Generalmajor

### Dunf
- Dunfee, Clive (1904–1932), britischer Autorennfahrer
- Dunfee, Evan (* 1990), kanadischer Geher
- Dunfee, Jack (1901–1975), britischer Autorennfahrer
- Dunfield, Peter († 2014), kanadischer Eiskunstläufer
- Dunfield, Terry (* 1982), kanadischer Fußballspieler
- Dunford, Holly (* 1999), britische Ruderin
- Dunford, Joseph F. (* 1955), US-amerikanischer General, Assistant Commandant of the Marine Corps, Commandant of the Marine Corps, Befehlshaber der ISAF, Chairman of the Joint Chiefs of Staff
- Dunford, Moe (* 1987), irischer Schauspieler
- Dunford, Nelson (1906–1986), US-amerikanischer Mathematiker
- Dunford, Thomas (* 1988), französischer Lautenist

### Dung
- Dung, Philip Davou (* 1958), nigerianischer Geistlicher, römisch-katholischer Bischof von Shendam
- Dung, The (* 1954), vietnamesischer Lyriker, Literaturkritiker und Romancier
- Dung-Lac, Andreas († 1839), vietnamesischer katholischer Priester
- Dunga (* 1963), brasilianischer FußballspielerDunga (* 1963)

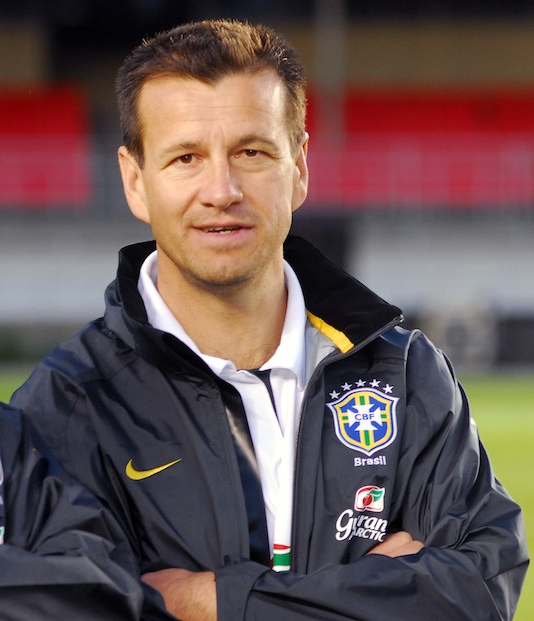
Dunga (* 1963)

- Dungal von Bobbio, irischer Mönch, Lehrer, Astronom und Dichter in Italien
- Dungan, David Laird (1936–2008), amerikanischer Theologe
- Dungan, James I. (1844–1931), US-amerikanischer Politiker
- Dungan, Warren S. (1822–1913), US-amerikanischer Politiker
- Dunganon (1897–1972), isländischer Maler, Dichter und Abenteurer
- Dungel, Adalbert (1842–1923), österreichischer Ordensgeistlicher, Abt von Stift Göttweig und Politiker, Landtagsabgeordneter
- Düngel, Daniel (* 1976), deutscher Politiker (PIRATEN), MdL Nordrhein-Westfalen
- Düngelen, Heinrich von, Subdiakon und Domherr in Münster
- Düngelen, Hermann von († 1540), Domherr in Münster
- Düngelen, Rotger von († 1512), Domherr in Münster
- Dungen, Ben van den (* 1960), niederländischer Jazzmusiker
- Dungen, Frans van den (1898–1965), belgischer Mathematiker
- Dünger, Frank (1961–2006), deutscher Fußballspieler
- Dunger, Hermann (1843–1912), deutscher Sprachpurist, Germanist und Lehrer
- Dunger, Nicolai (* 1968), schwedischer Sänger und Songwriter
- Dünger, Steffen (* 1967), deutscher Fußballspieler
- Dunger, Wolfram (1929–2019), deutscher Biologe und Bodenzoologe
- Dunger-Löper, Hella (* 1951), deutsche Politikerin (SPD), MdA
- Dungern, Carl Philipp von (1732–1783), Offizier, Oberhofmarschall und Oberamtmann
- Dungern, Emil August von (1802–1862), nassauischer Politiker und Staatsminister
- Dungern, Emil von (1867–1961), deutscher Mediziner
- Dungern, Friedrich von (1765–1858), Abgeordneter
- Dungern, Julie (1822–1886), deutsche Schriftstellerin
- Dungern, Max von (1838–1894), nassauischer Beamter und Amtmann
- Dungern, Otto von (1875–1967), deutsch-österreichischer Jurist und Rechtshistoriker
- Dungern, Wilhelm von (1809–1874), Gutsbesitzer und Abgeordneter
- Dungern-Oberau, Otto von (1873–1969), deutscher Adliger, preußischer Offizier und Reise- und Jagdschriftsteller
- Dungersheim, Hieronymus (1465–1540), deutscher Theologe
- Dungert, Max (1896–1945), deutscher Maler und Grafiker
- Dungey, James (1923–2015), britischer Physiker
- Dungey, Merrin (* 1971), US-amerikanische Schauspielerin
- Dungjen, Jason (* 1967), US-amerikanischer Eiskunstläufer
- Dungkar Lobsang Thrinle (1927–1997), tibetischer Historiker, Buddhismusforscher und Geistlicher der Gelug-Schule, 8. Dungkar Rinpoche (chin. Dongga huofo)
- Dungkhurba Wangchug Trashi, tibetischer Lama
- Dungl, Willi (1937–2002), österreichischer Wellness-GuruWilli Dungl (1937–2002)

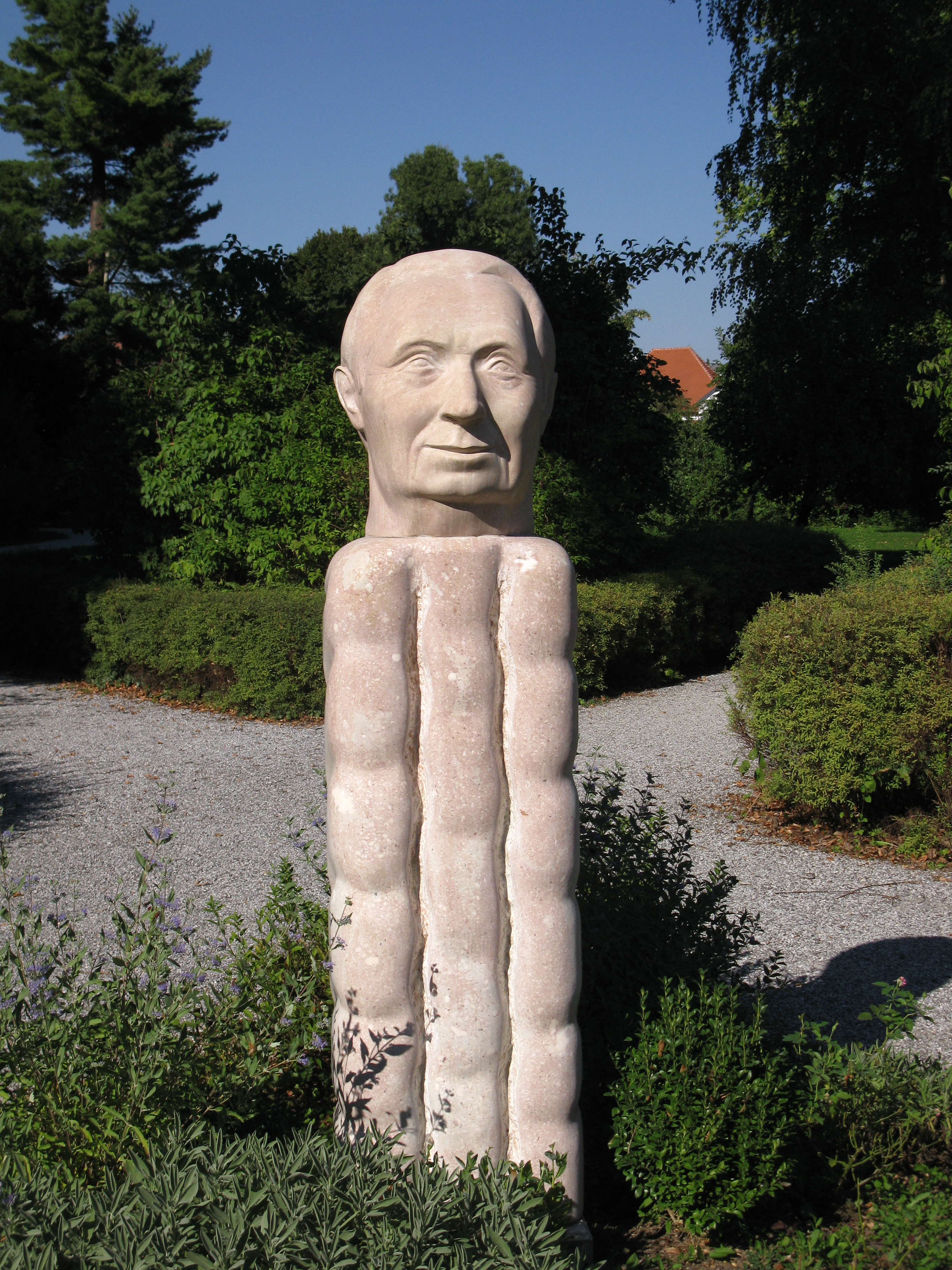
Willi Dungl (1937–2002)

- Dungler, Heli (1963–2020), österreichischer Tierschützer
- Dunglison, Catherine (1926–2005), schottische Badmintonspielerin
- Dungs, Heinz (1898–1949), deutscher Theologe und Pfarrer
- Dungs, Karl (1901–1972), deutscher Pfarrer
- Dungy, Tony (* 1955), US-amerikanischer Footballspieler und -trainer

### Dunh
- Dunham, Ann (1942–1995), US-amerikanische Anthropologin, Mutter von Barack Obama
- Dunham, Carroll (* 1949), US-amerikanischer Künstler
- Dunham, Cyrus (* 1992), US-amerikanischer nichtbinärer Schriftsteller und Aktivist
- Dunham, Cyrus L. (1817–1877), US-amerikanischer Politiker
- Dunham, Dows (1890–1984), US-amerikanischer Ägyptologe
- Dunham, Duwayne (* 1952), US-amerikanischer Filmeditor und Regisseur
- Dunham, Henry Morton (1853–1929), US-amerikanischer Organist und Komponist
- Dunham, Jason (* 1970), kanadisch-deutscher Eishockeyspieler
- Dunham, Jason (1981–2004), US-amerikanischer Marineinfanterist
- Dunham, Jeff (* 1962), US-amerikanischer Bauchredner und Standup-Comedian
- Dunham, Joanna (1936–2014), britische Schauspielerin
- Dunham, Josiah (1769–1844), US-amerikanischer Politiker und Publizist
- Dunham, Katherine (1909–2006), US-amerikanische Tänzerin, Anthropologin, Choreographin, Bürgerrechtsaktivistin und Autorin
- Dunham, Kingsley Charles (1910–2001), britischer Geologe
- Dunham, Kurt (* 1991), australischer Snookerspieler
- Dunham, Lena (* 1986), US-amerikanische Schauspielerin, Filmproduzentin, Filmregisseurin und DrehbuchautorinLena Dunham (* 1986)

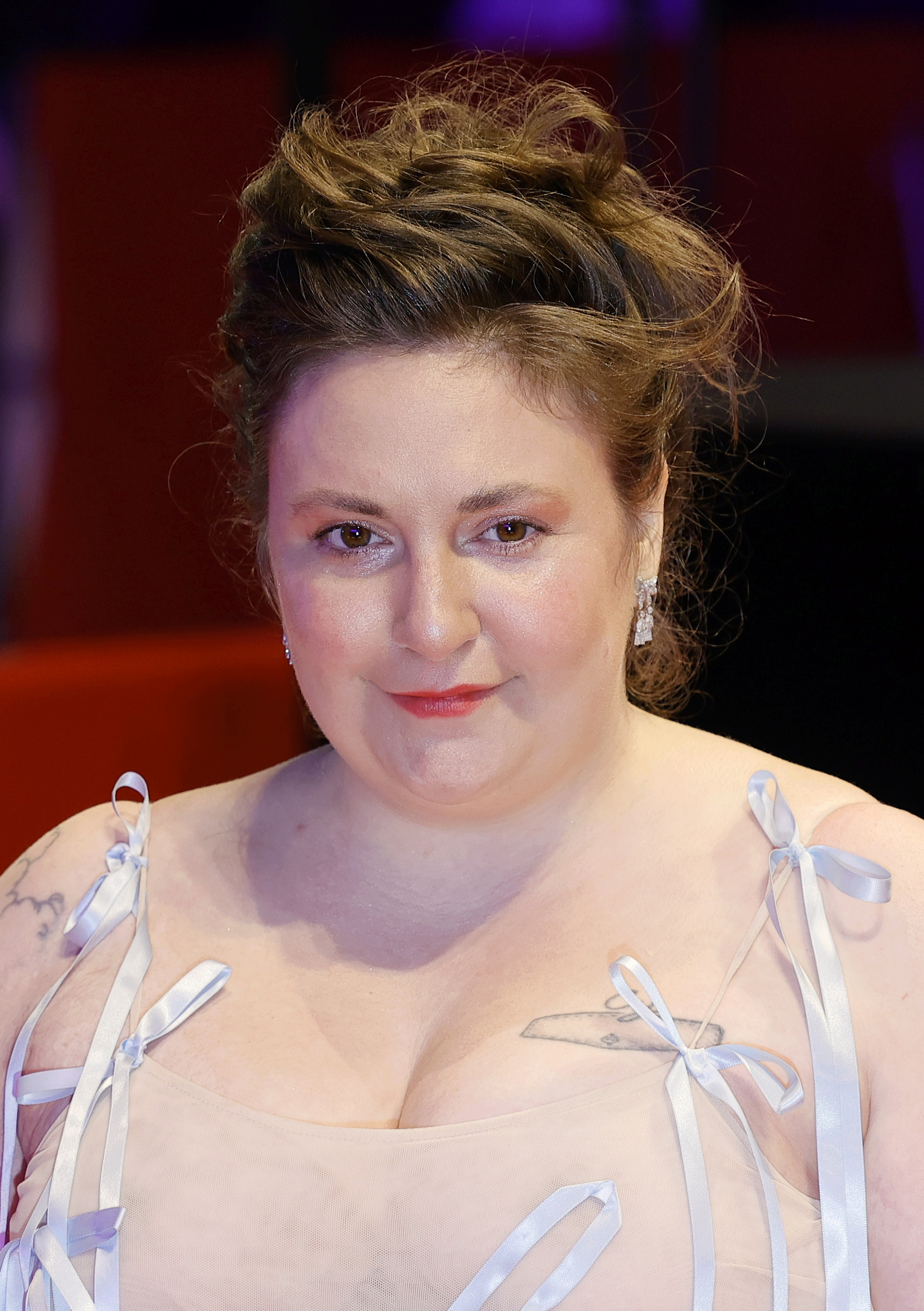
Lena Dunham (* 1986)

- Dunham, Lucia († 1959), US-amerikanische Sängerin und Gesangspädagogin
- Dunham, Maudie (1902–1982), britische Schauspielerin
- Dunham, Mike (* 1972), US-amerikanischer Eishockeytorwart
- Dunham, Ransom W. (1838–1896), US-amerikanischer Politiker
- Dunham, Robert (1931–2001), US-amerikanischer Schauspieler
- Dunham, Sonny (1911–1990), US-amerikanischer Jazz-Trompeter und Bigband-Leader
- Dunham, Stephen (1964–2012), US-amerikanischer Schauspieler
- Dunham, Tony (* 1956), britischer Autor, Schauspieler und Regisseur
- Dunham, William (* 1947), US-amerikanischer Mathematiker und Mathematikhistoriker
- Dunham, William Huse (1901–1982), US-amerikanischer Historiker
- Dünhaupt, Angelika (* 1946), deutsche Rodlerin und Museumspädagogin
- Dünhaupt, Heinz-Wilhelm (1912–1998), deutscher Fernschachgroßmeister
- Dunhill, Thomas (1877–1946), englischer Komponist
- Dünhöft, Dietmar (1929–1976), deutscher Fotograf

### Duni
- Duni, Egidio (1708–1775), italienischer Opernkomponist des Barock und der Klassik
- Duni, Elina (* 1981), albanisch-schweizerische Jazzsängerin, Songautorin und KomponistinElina Duni (* 1981)

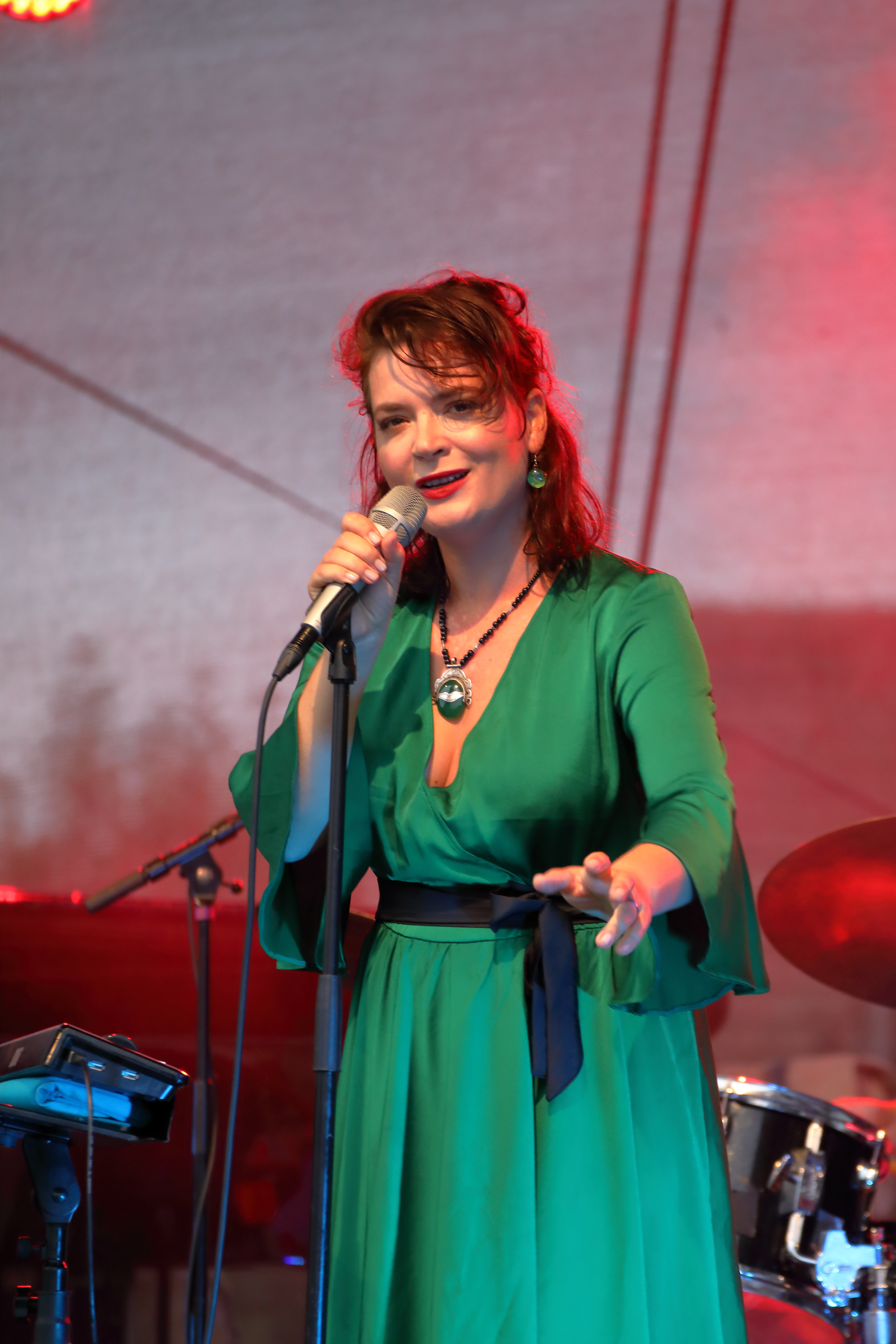
Elina Duni (* 1981)

- Dunican, Peter (1918–1989), britischer Bauingenieur
- Dunicz, Helena (1915–2018), polnische Musikerin, Übersetzerin, Autorin und Holocaustüberlebende
- Duniecki, Arthur von (1881–1954), österreichischer Schauspieler und Regisseur bei Bühne und Film
- Duniecki, Artur Paul (* 1939), österreichischer Architekt
- d’Unienville, Véronique (* 1967), mauritische Bogenschützin
- Dunietz, Maya (* 1981), israelische Performancekünstlerin, Improvisationsmusikerin und Komponistin
- Dunigan, Tim (* 1955), US-amerikanischer Schauspieler
- Dunikowski, Emil Habdank von (1855–1924), österreichischer Geologe
- Dunikowski, Xawery (1875–1964), polnischer Bildhauer
- Dunilac, Julien (1923–2015), Schweizer Schriftsteller
- Dunin von Przychowski, Alexander (1826–1916), preußischer Generalleutnant
- Dunin Wolski, Piotr (1531–1590), polnischer Geistlicher, römisch-katholischer Bischof, Adliger und Diplomat
- Dunin, Elonka (* 1958), amerikanische Spieleentwicklerin und Kryptologin
- Dunin, Kinga (* 1954), polnische Literaturkritikerin, Prosaschriftstellerin und Publizistin
- Dunin, Martin von (1774–1842), Erzbischof von Gnesen und Posen
- Dunin, Piotr († 1484), polnischer Heerführer und Beamte der Krone
- Dunin-Borkowski, Stanislaus von (1864–1934), österreichischer Pädagoge, Kirchen-, Religions- und Philosophiehistoriker
- Dunin-Marcinkiewicz, Wincenty (1808–1884), polnischer Schriftsteller
- Dunin-Markiewicz, Kazimierz (1874–1932), polnischer Maler, Theaterregisseur und Autor
- Duning, George (1908–2000), US-amerikanischer Filmkomponist
- Dunington-Grubb, Lorrie (1877–1945), englisch-kanadische Landschaftsarchitektin, Unternehmerin, Autorin und Kunstmäzenin
- Dunitz, Jack D. (1923–2021), britischer Chemiker
- Dunius Severus, Lucius, römischer Statthalter
- Duniven, Bill (1938–1999), US-amerikanischer Rock’n’Roll-Musiker
- Dunivicher, Esteban (* 1957), argentinisch-chilenischer Fußballspieler
- Duniway, Abigail Scott (1834–1915), US-amerikanische Suffragette, Autorin und Zeitungsverlegerin

### Dunk
- Dunk, Hermann W. von der (1928–2018), niederländischer Historiker
- Dunk, Lewis (* 1991), englischer Fußballspieler
- Dunk, Oliver (* 1963), deutscher Journalist und UnternehmerOliver Dunk (* 1963)

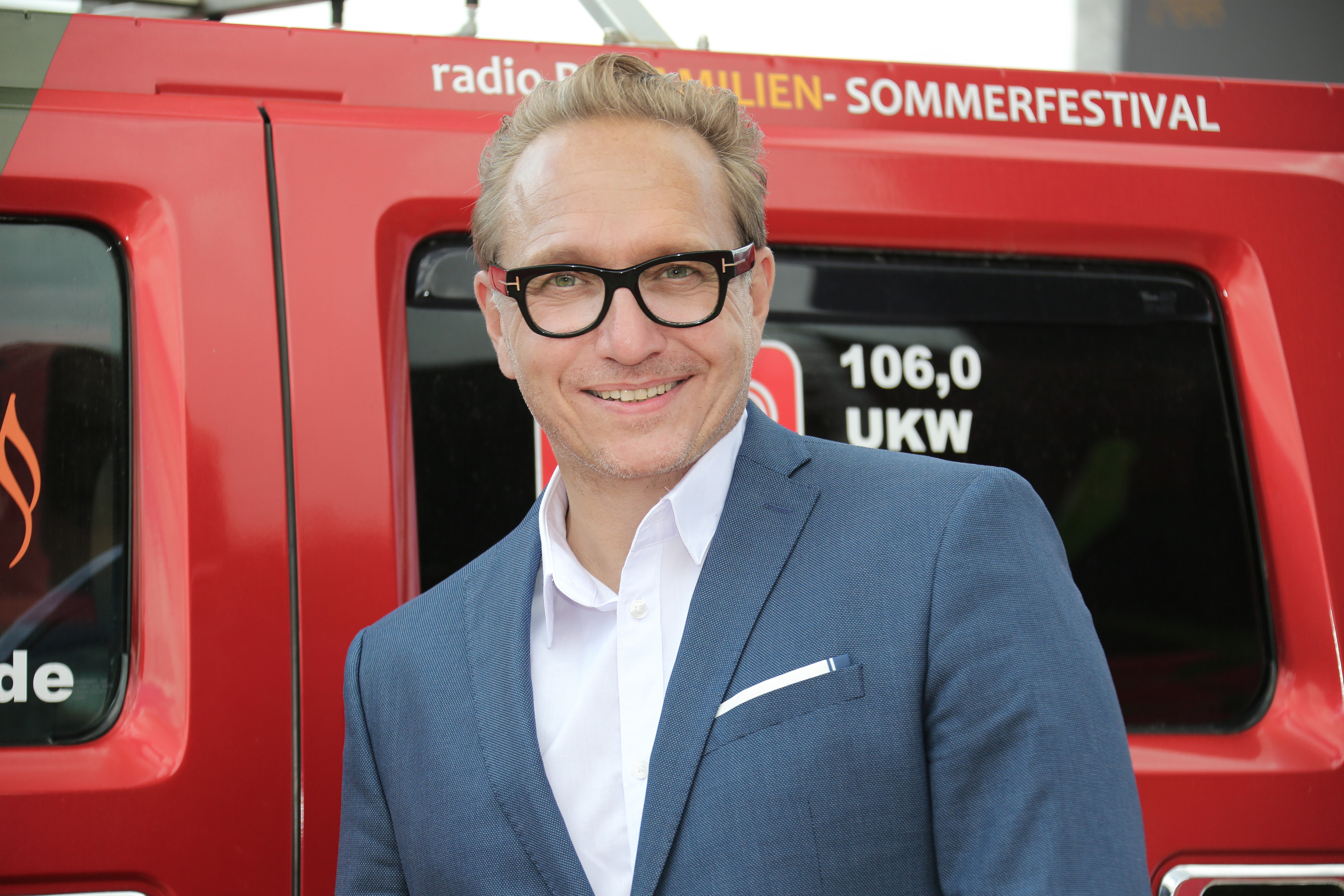
Oliver Dunk (* 1963)

- Dunkarton, Robert (1744–1815), englischer Portraitmaler und Mezzotintograveur
- Dunkel, Albert (1856–1905), deutscher Architekt
- Dunkel, Alfred (1901–1988), deutscher Maler und Gebrauchsgrafiker
- Dunkel, Arthur (1932–2005), Schweizer Ökonom, Generaldirektor des GATT
- Dunkel, Franziska (* 1962), deutsche Historikerin, Museologin und Architektin
- Dünkel, Frieder (* 1950), deutscher Strafrechtler und Kriminologe
- Dunkel, Fritz, deutscher Baumeister und Architekt
- Dunkel, Gunter (* 1953), österreichischer Manager und Unternehmer
- Dunkel, Heinz (1931–2002), deutscher Politiker (SPD), MdL
- Dunkel, Herbert (1906–1966), deutscher bildender Künstler
- Dunkel, Johann Gottlob Wilhelm (1720–1759), deutscher evangelischer Theologe und Historiker
- Dunkel, Johannes (1874–1942), deutscher Politiker (DNVP, WP), MdR
- Dunkel, Jürgen, deutscher Informatiker und Professor an der Hochschule Hannover
- Dunkel, Martin (1914–1951), deutscher Landwirt, Todesopfer an der Sektorengrenze in Berlin vor dem Bau der Berliner Mauer
- Dunkel, Matthias (* 1961), deutscher Sportschütze
- Dünkel, Michael (* 1989), deutscher Nordischer Kombinierer
- Dunkel, Nils (* 1997), deutscher Turner
- Dünkel, Norbert (* 1961), deutscher Politiker (CSU), MdL
- Dunkel, Richard (1869–1939), deutscher Kaufmann und Bremer Politiker (Kaufmannsklasse, DDP), MdBB
- Dünkel, Uwe (* 1960), deutscher Leichtathlet
- Dunkel, William (1893–1980), Schweizer Architekt und Maler
- Dunkel, Winfried (* 1942), deutscher Offizier, Generalmajor des Heeres der Bundeswehr
- Dünkelberg, Friedrich Wilhelm (1819–1912), deutscher Agrar- und Forstwissenschaftler, Mitglied des Preußischen Abgeordnetenhauses
- Dünkelberg, Gustav Friedrich (1814–1875), nassauischer Politiker
- Dunkelberg, Heinrich (1855–1934), deutscher Kommunalpolitiker und Senator in Hannover
- Dunkelberg, Otto (1900–1964), deutscher Organist und Komponist
- Dunkelberg, Sebastian (* 1963), deutscher Film- und Theaterschauspieler
- Dunkelbunt (* 1979), deutscher Musiker
- Dunkelgräfin († 1837), Frau im Schloss Eishausen bei HildburghausenDunkelgräfin († 1837)

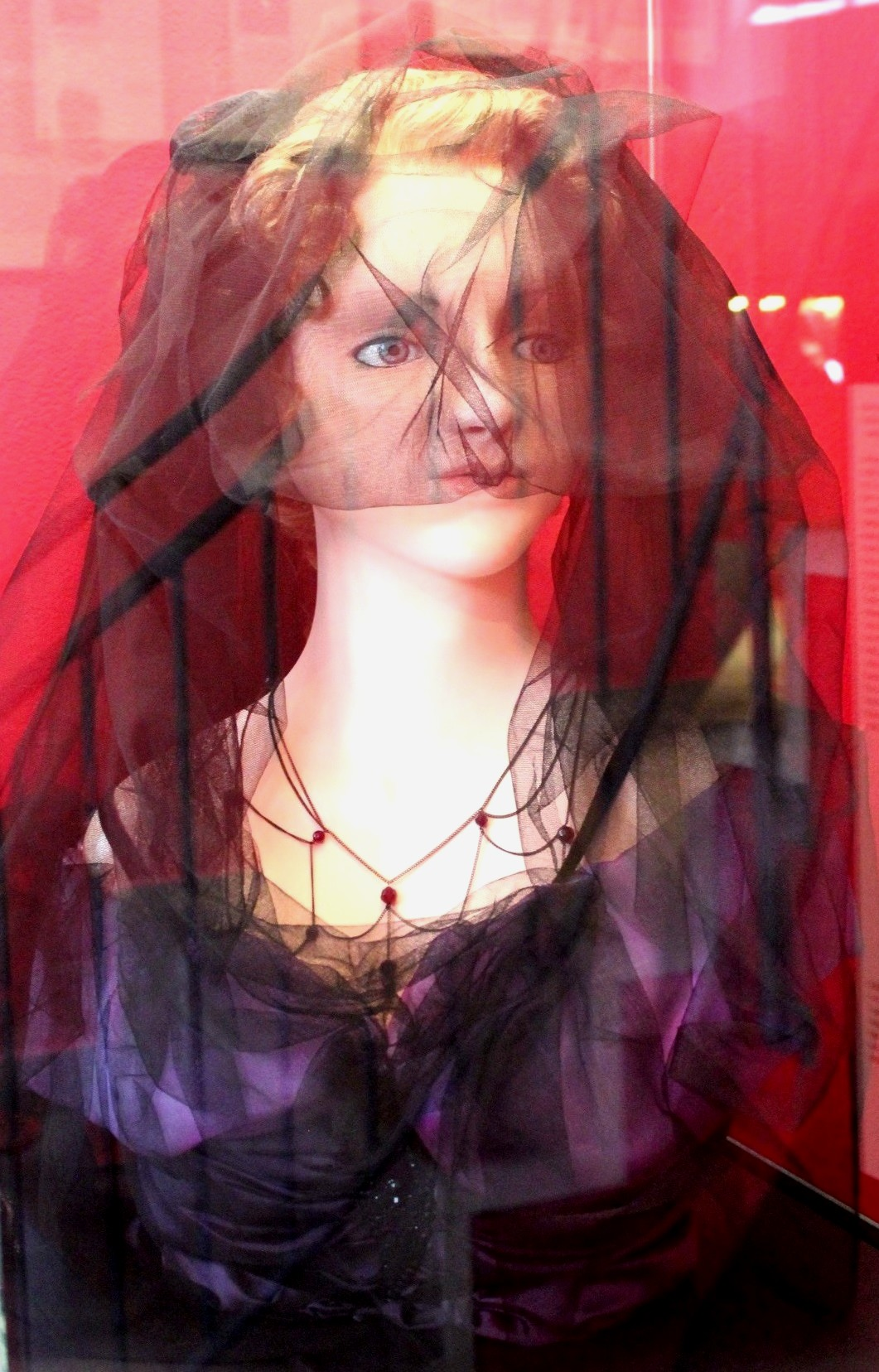
Dunkelgräfin († 1837)

- Dunkelmann, Erika (1913–2000), deutsche Theater- und Filmschauspielerin
- Dunkelmann, Kurt (1906–1983), deutscher Schiffsbauer, wirkte als Generaldirektor der Rostocker Neptunwerft und als Schauspieler und Künstler
- Dunkelmann, Martin (* 1984), deutscher Moderator und Politikwissenschaftler
- Dunker, Amy (* 1964), US-amerikanische Komponistin, Musikpädagogin und Trompeterin
- Dunker, Axel (* 1960), deutscher Literaturwissenschaftler
- Dunker, Balthasar Anton (1746–1807), deutscher Maler und Radierer
- Dunker, Bernhard (1809–1870), norwegischer Rechtsanwalt, Politiker, Mitglied des Storting und Autor
- D’Unker, Carl (1828–1866), schwedisch-deutscher Maler der Düsseldorfer Malerschule
- Dunker, Claus-Dieter (1936–2023), deutscher Politiker (SPD), MdBB
- Dunker, Conradine (1780–1866), norwegische Schriftstellerin, Pädagogin und Schauspielerin
- Dunker, Friedrich Wilhelm von (1791–1868), preußischer Generalleutnant
- Dunker, Gösta (1905–1973), schwedischer Fußballspieler
- Dunker, Hans-Joachim (1927–2005), deutscher Diplomat
- Dunker, Henry (1870–1962), schwedischer Unternehmer und Philanthrop
- Dünker, Jacqueline (* 1986), deutsche Fußballspielerin
- Dunker, Kristina (* 1973), deutsche Kinder- und Jugendbuchautorin
- Dunker, Philipp Heinrich (1779–1836), schweizerisch-deutscher Maler und Radierer
- Dunker, Tom (1969–2024), deutscher Motorrad-Bahnrennfahrer
- Dunker, Wilhelm (1809–1885), deutscher Geologe, Paläontologe und Zoologe
- Dunker, Wilhelm (1829–1902), deutscher Zeitungsredakteur und Dichter
- Dunkerbeck, Bjørn (* 1969), dänisch-niederländischer WindsurferBjørn Dunkerbeck (* 1969)

Bjørn Dunkerbeck (* 1969)

- Dunkerley, James (* 1953), britischer Politikwissenschaftler, Hochschullehrer
- Dunkhase, Heinz (1928–1987), deutscher Regisseur
- Dunkhase, Hinrich (1857–1905), deutscher Landwirt und Klootschießer
- Dünki, Jean-Jacques (* 1948), Schweizer Pianist und Komponist
- Dünki, Max (1932–2011), Schweizer Politiker (EVP)
- Dünki-Bättig, Michèle (* 1989), Schweizer Politikerin (SP)
- Dunkl, Dora (1925–1982), deutsch-österreichische Lyrikerin und Schriftstellerin
- Dunklee, Everett (* 1946), US-amerikanischer Skilangläufer
- Dunklee, Stan (* 1954), US-amerikanischer Skilangläufer
- Dunklee, Susan (* 1986), US-amerikanische Biathletin, Skilangläuferin und Leichtathletin
- Dunkler, Gaudentius Andreas (1746–1829), österreichischer katholischer Theologe
- Dunkley, Fitzroy (* 1993), jamaikanischer Sprinter
- Dunkley, Jo (* 1979), britische Astrophysikerin und Kosmologin
- Dunkley, Matt (* 1964), britischer Orchestrator, Arrangeur und Dirigent
- Dunkley, Sophia (* 1998), englische Cricketspielerin
- Dunkley, Spencer (* 1969), englischer Basketballspieler
- Dunkley-Smith, Joshua (* 1989), australischer Ruderer
- Dunklin, Daniel (1790–1844), US-amerikanischer Politiker
- Dunkmann, Karl (1868–1932), evangelischer Theologe und Soziologe
- Dunks, Henry (1882–1955), australischer Politiker, Abgeordneter
- Dunkul, Igor Garrijewitsch (* 1958), russisch-deutscher Komponist und Pianist

### Dunl
- Dunlap Bennett, Gordon (* 1946), US-amerikanischer Geistlicher, Bischof von Mandeville
- Dunlap, Alison (* 1969), US-amerikanische Radsportlerin
- Dunlap, Carlos (* 1989), US-amerikanischer American-Football-Spieler
- Dunlap, Chuck, US-amerikanischer Country- und Folkmusiker
- Dunlap, David (1910–1994), US-amerikanischer Ruderer
- Dunlap, Dawn (* 1963), US-amerikanische Schauspielerin
- Dunlap, Gene (* 1954), US-amerikanischer Musiker
- Dunlap, George W. (1813–1880), US-amerikanischer Politiker
- Dunlap, Guy, US-amerikanischer Pokerspieler
- Dunlap, James Eugene (1889–1983), US-amerikanischer Klassischer Philologe
- Dunlap, John (* 1957), kanadischer Rechtsanwalt und Großmeister des Malteserordens
- Dunlap, Matthew (* 1964), US-amerikanischer Koch und Politiker
- Dunlap, Paul (1919–2010), US-amerikanischer Filmkomponist
- Dunlap, Robert P. (1794–1859), US-amerikanischer Politiker und Gouverneur des Bundesstaates Maine (1834–1838)
- Dunlap, William (1766–1839), US-amerikanischer Maler, Kunsthistoriker und Schriftsteller
- Dunlap, William Claiborne (1798–1872), US-amerikanischer Politiker
- Dunlap, William Crawford (1918–2011), US-amerikanischer Physiker
- Dunleavy, Mike J. (* 1961), US-amerikanischer PolitikerMike J. Dunleavy (* 1961)

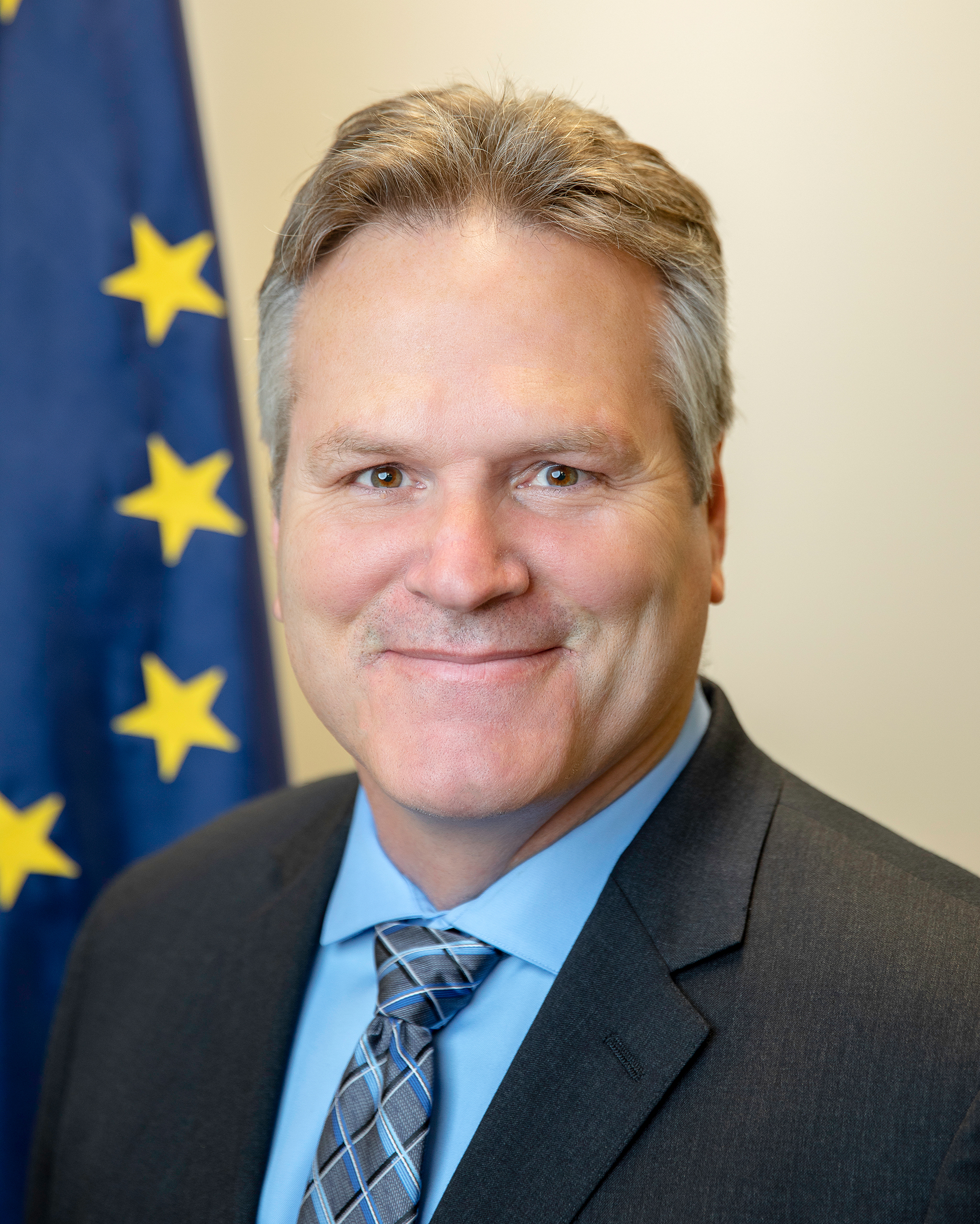
Mike J. Dunleavy (* 1961)

- Dunleavy, Mike Jr. (* 1980), US-amerikanischer Basketballspieler
- Dunleavy, Mike Sr. (* 1954), US-amerikanischer Basketballspieler und -trainer
- Dunlevy, Katie-George (* 1981), irische Paracyclerin
- Dunlop, Albert (1932–1990), englischer Fußballtorhüter
- Dunlop, Alexander Rankin (1868–1946), britischer Verwaltungsoffizier und Resident East Coast und Sandakan
- Dunlop, Alfred (1875–1933), australischer Tennisspieler
- Dunlop, Andrew (* 1959), britischer Politiker
- Dunlop, Billy (1874–1941), schottischer Fußballspieler
- Dunlop, Blair (* 1992), englischer Filmschauspieler und Musiker
- Dunlop, Blake (* 1953), kanadischer Eishockeyspieler
- Dunlop, Boyd Lee (1926–2013), US-amerikanischer Jazzpianist
- Dunlop, Daniel Nicol (1868–1935), schottischer Theosoph, Anthroposoph und Gründer von Wirtschaftsverbänden
- Dunlop, David (1859–1931), britischer Segler
- Dunlop, David J. (* 1941), kanadischer Geophysiker
- Dunlop, Frankie (1928–2014), US-amerikanischer Jazz-Schlagzeuger
- Dunlop, Fuchsia, englische Schriftstellerin und Köchin
- Dunlop, George (* 1956), nordirischer Fußballtorhüter
- Dunlop, Henry (1876–1931), britischer Ingenieur
- Dunlop, Isobel (1901–1975), britische Violinistin und Komponistin
- Dunlop, James (1793–1848), schottischer Astronom
- Dunlop, James (1870–1892), schottischer Fußballspieler
- Dunlop, Janette (1891–1971), schottische Physikerin
- Dunlop, Jason (* 1970), britischer Paläontologe
- Dunlop, Joey (1952–2000), britischer Motorradrennfahrer
- Dunlop, John Boyd (1840–1921), britischer Tierarzt
- Dunlop, John K. (1892–1974), britischer Offizier, High Commissioner von Hamburg, Bürgermeister von Sevenoaks
- Dunlop, John Thomas (1914–2003), US-amerikanischer Politiker und Hochschullehrer
- Dunlop, Michael (* 1989), britischer Motorradrennfahrer
- Dunlop, Nicholas, Generalsekretär des e-Parliament, Demokratieförderer und Ratsmitglied im World Future Council
- Dunlop, Robert (1960–2008), britischer Motorradrennfahrer
- Dunlop, William (1985–2018), britischer MotorradrennfahrerWilliam Dunlop (1985–2018)

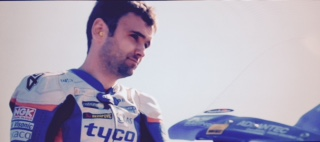
William Dunlop (1985–2018)

### Dunm
- Dunmall, Paul (* 1953), britischer Saxophonist und Klarinettist
- Dunmore, Evie, deutsche Autorin
- Dunmore, Helen (1952–2017), britische Schriftstellerin und Dichterin
- Dunmore, Laurence, britischer Regisseur und Filmproduzent

### Dunn
- Dunn († 747), Bischof von Rochester
- Dunn, Adam (* 1979), US-amerikanischer Baseballspieler
- Dunn, Andrew (* 1950), britischer Kameramann
- Dunn, Archibald Gardner (1919–1980), südafrikanischer Botschafter
- Dunn, Archibald Matthias (1832–1917), britischer Architekt
- Dunn, Aubert C. (1896–1987), US-amerikanischer Politiker
- Dunn, Beverley, australische Szenenbildnerin
- Dunn, Bill Newton (* 1941), britischer Politiker (Liberal Democrats), MdEP
- Dunn, Bob (1908–1971), US-amerikanischer Western Swing- und Jazz-Musiker
- Dunn, Brian Joseph (* 1955), kanadischer Geistlicher und römisch-katholischer Erzbischof von Halifax-Yarmouth
- Dunn, Carola (* 1946), britisch-amerikanische Autorin von Krimis und Regency-Romanen
- Dunn, Carolyn (* 1960), kanadische Film- und Theaterschauspielerin
- Dunn, Clive (1920–2012), britischer Schauspieler
- Dunn, Colleen, US-amerikanische Schauspielerin
- Dunn, Colton (* 1977), US-amerikanischer Komiker, Theater- und Filmschauspieler, Drehbuchautor und SynchronsprecherColton Dunn (* 1977)

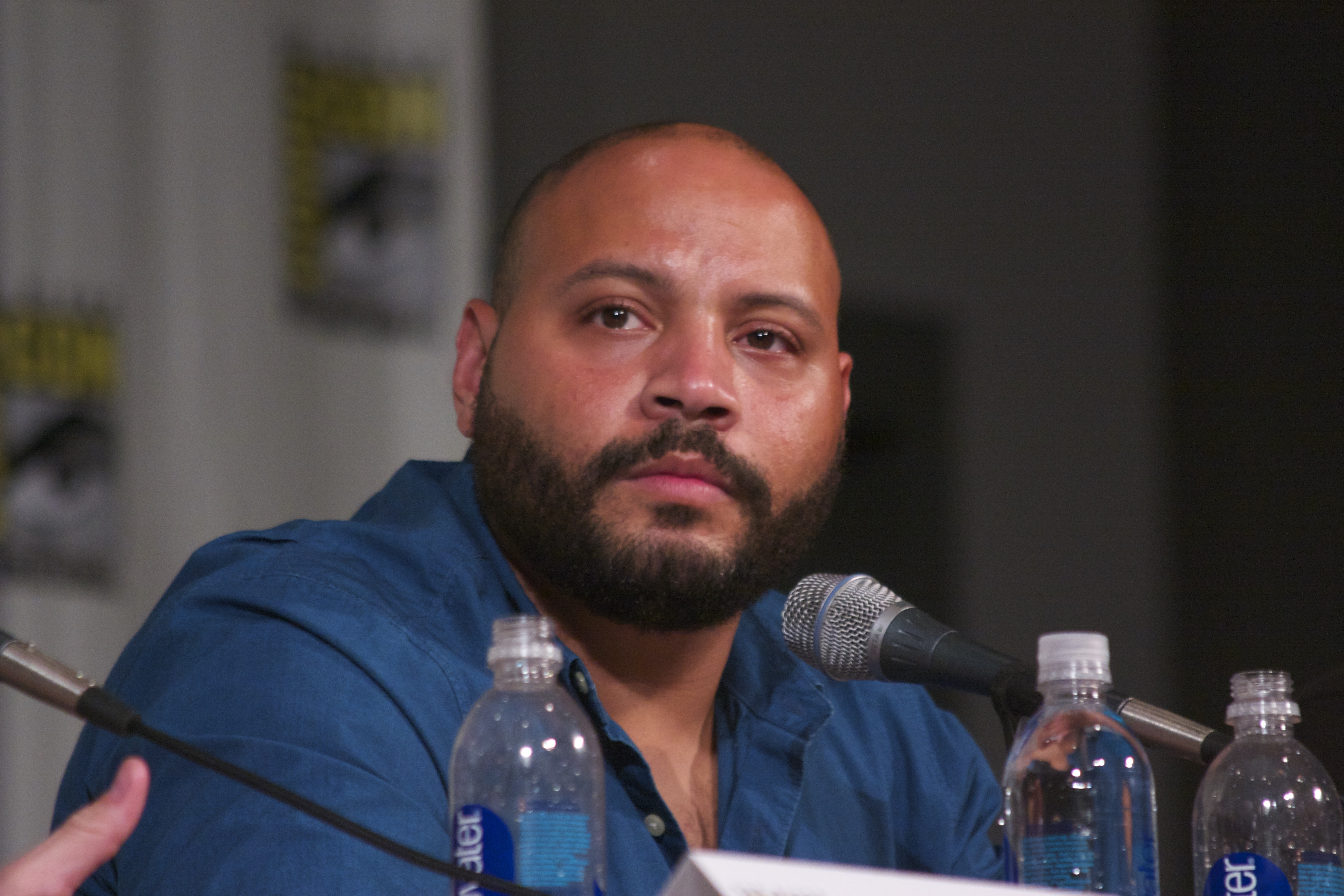
Colton Dunn (* 1977)

- Dunn, Crystal (* 1992), US-amerikanische Fußballspielerin
- Dunn, Dave (* 1948), kanadischer Eishockeyspieler und -trainer
- Dunn, David (1811–1894), US-amerikanischer Politiker
- Dunn, David (* 1979), englischer Fußballspieler und -trainer
- Dunn, Debbie (* 1978), US-amerikanische Leichtathletin
- Dunn, Donald (1941–2012), US-amerikanischer Bassist, Produzent und Songwriter
- Dunn, Douglas (* 1942), schottischer Bibliothekar, Schriftsteller und Hochschullehrer
- Dunn, Emma (1874–1966), US-amerikanische Schauspielerin
- Dunn, Emmett Reid (1894–1956), US-amerikanischer Herpetologe
- Dunn, Erica H. (* 1945), kanadische Ornithologin
- Dunn, Francis John (1922–1989), US-amerikanischer Geistlicher, Weihbischof in Dubuque
- Dunn, Frederick Sherwood (1893–1962), US-amerikanischer Völkerrechtler
- Dunn, George G. (1812–1857), US-amerikanischer Politiker
- Dunn, George H. (1794–1854), US-amerikanischer Politiker
- Dunn, Gordon (1912–1964), US-amerikanischer Diskuswerfer
- Dunn, Gordon H. (* 1932), US-amerikanischer Physiker
- Dunn, Harvey (1884–1952), US-amerikanischer Illustrator, Maler und Lehrer
- Dunn, Irina (* 1948), australische Schriftstellerin, Sozialaktivistin, Filmemacherin und Politikerin
- Dunn, Irving J. (* 1938), US-amerikanischer Chemieingenieur und Hochschullehrer
- Dunn, Jack (1917–1938), britischer Eiskunstläufer
- Dunn, James (1900–1963), schottischer Fußballspieler
- Dunn, James (1901–1967), US-amerikanischer Film- und Theaterschauspieler
- Dunn, James (1928–2020), australischer Diplomat, Menschenrechtler und Osttimoraktivist
- Dunn, James Clement (1890–1979), US-amerikanischer Diplomat
- Dunn, James D. G. (1939–2020), britischer Neutestamentler
- Dunn, James Whitney (* 1943), US-amerikanischer Politiker
- Dunn, Jarryd (* 1992), britischer Sprinter
- Dunn, Jennifer (1941–2007), US-amerikanische Politikerin
- Dunn, John T. (1838–1907), US-amerikanischer Politiker
- Dunn, Johnny (1897–1937), amerikanischer Jazz-Trompeter
- Dunn, Josephine (1906–1983), US-amerikanische Schauspielerin der 1920er und 1930er Jahre
- Dunn, Jourdan (* 1990), britisches Model
- Dunn, Katherine (1945–2016), US-amerikanische Schriftstellerin und Journalistin
- Dunn, Kevin (* 1956), US-amerikanischer SchauspielerKevin Dunn (* 1956)

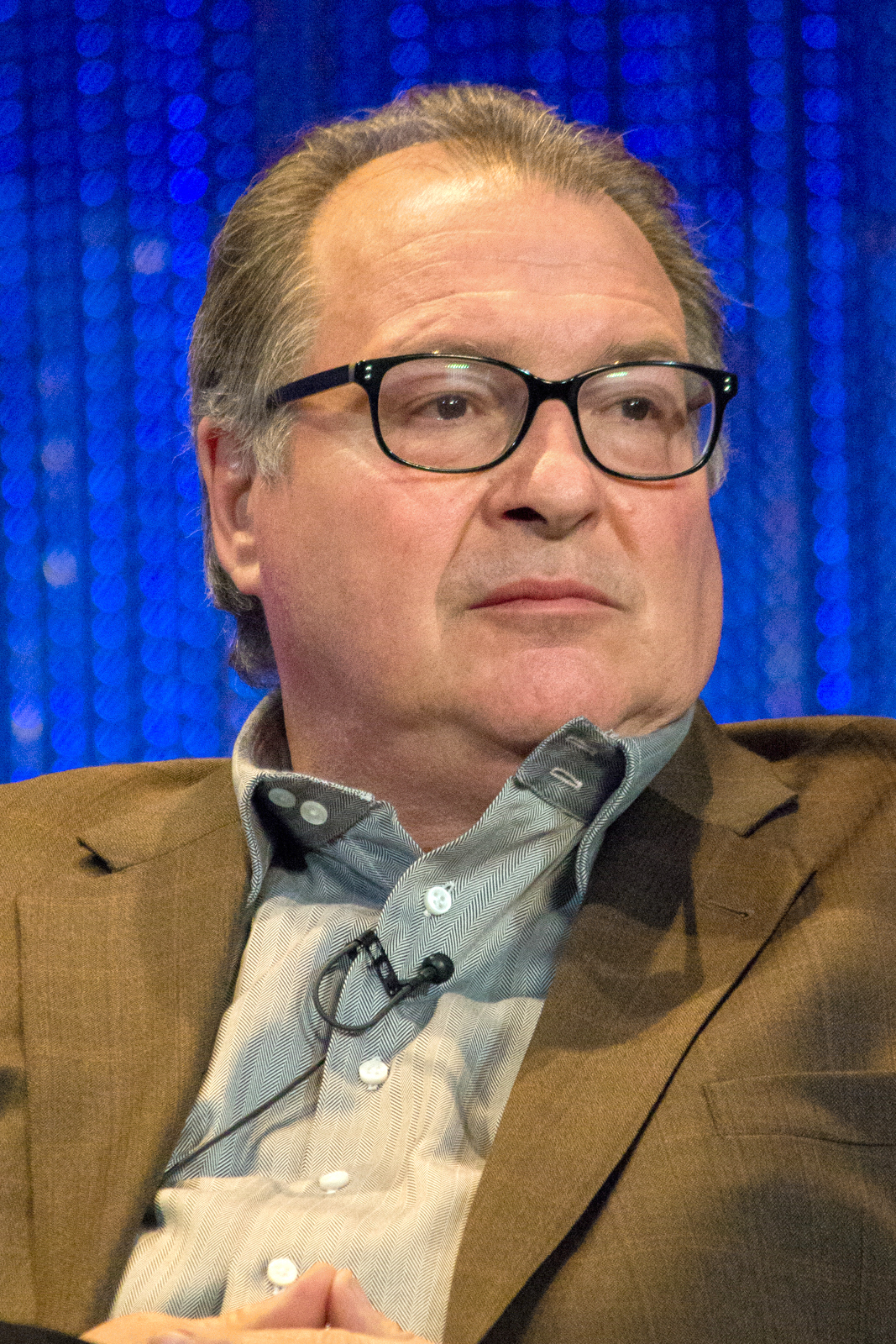
Kevin Dunn (* 1956)

- Dunn, Kevin John (1950–2008), britischer Geistlicher, römisch-katholischer Bischof von Hexham und Newcastle in England
- Dunn, Kim (* 1981), kanadische Snowboarderin
- Dunn, Kris (* 1994), US-amerikanischer Basketballspieler
- Dunn, Liam (1916–1976), US-amerikanischer Schauspieler
- Dunn, Lin (* 1947), US-amerikanische Basketballtrainerin
- Dunn, Linwood G. (1904–1998), US-amerikanischer Spezialeffektkünstler
- Dunn, Lisa, US-amerikanische Handball- und Beachhandballspielerin sowie Trainerin
- Dunn, Lydia, Baroness Dunn (* 1940), britische Wirtschaftsmanagerin, Politikerin und Life Peer
- Dunn, Marc (* 1965), kanadischer Beachvolleyballspieler
- Dunn, Maria (* 1986), guamnesische Freistilringerin
- Dunn, Matthew (* 1973), australischer Schwimmer

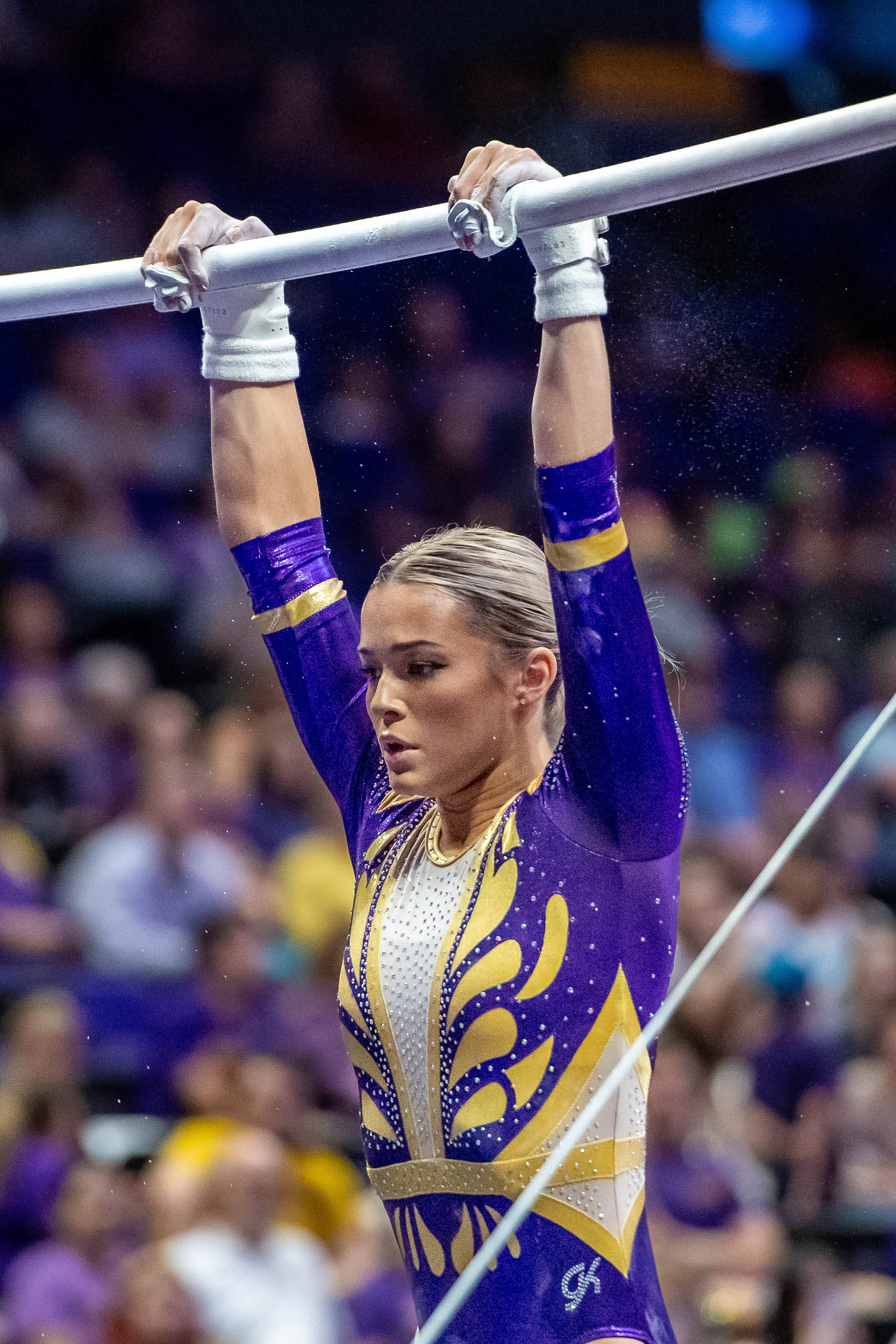
Olivia Dunne (* 2002)

- Dunn, Matthew A. (1886–1942), US-amerikanischer Politiker
- Dunn, Megan (* 1991), australische Radrennfahrerin
- Dunn, Michael (1934–1973), US-amerikanischer Film- und TheaterschauspielerMichael Dunn (1934–1973)

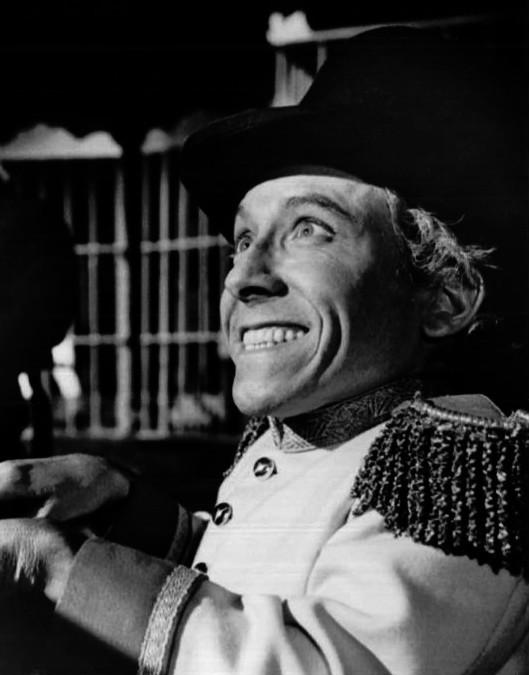
Michael Dunn (1934–1973)

- Dunn, Mignon (* 1928), US-amerikanische Opernsängerin und Gesangspädagogin
- Dunn, Mike (* 1971), englischer Snookerspieler
- Dunn, Neal (* 1953), US-amerikanischer Politiker
- Dunn, Nicolas (* 1992), australischer Schauspieler
- Dunn, Nora (* 1952), US-amerikanische Schauspielerin
- Dunn, Oscar († 1871), US-amerikanischer Politiker
- Dunn, Patrick (* 1950), britischer Geistlicher, römisch-katholischer Bischof von Auckland
- Dunn, Paul (* 1960), US-amerikanischer American-Football-Trainer
- Dunn, Paula (* 1964), britische Sprinterin
- Dunn, Pete J. (1942–2017), US-amerikanischer Mineraloge
- Dunn, Peter (* 1935), australischer Politiker (Liberal Party), Präsident des South Australian Legislative Council
- Dunn, Poindexter (1834–1914), US-amerikanischer Politiker (Demokratische Partei)
- Dunn, Red (1901–1957), US-amerikanischer American-Football-Spieler
- Dunn, Richard (* 1945), britischer Boxer
- Dunn, Richard B. (1927–2005), US-amerikanischer Astronom
- Dunn, Richie (1957–2016), US-amerikanischer Eishockeyspieler
- Dunn, Rob, amerikanischer Biologe, Hochschullehrer und populärwissenschaftlicher Autor
- Dunn, Robbie (* 1960), australischer Fußballspieler und Fußballtrainer
- Dunn, Ryan (1977–2011), US-amerikanische TV-PersönlichkeitRyan Dunn (1977–2011)

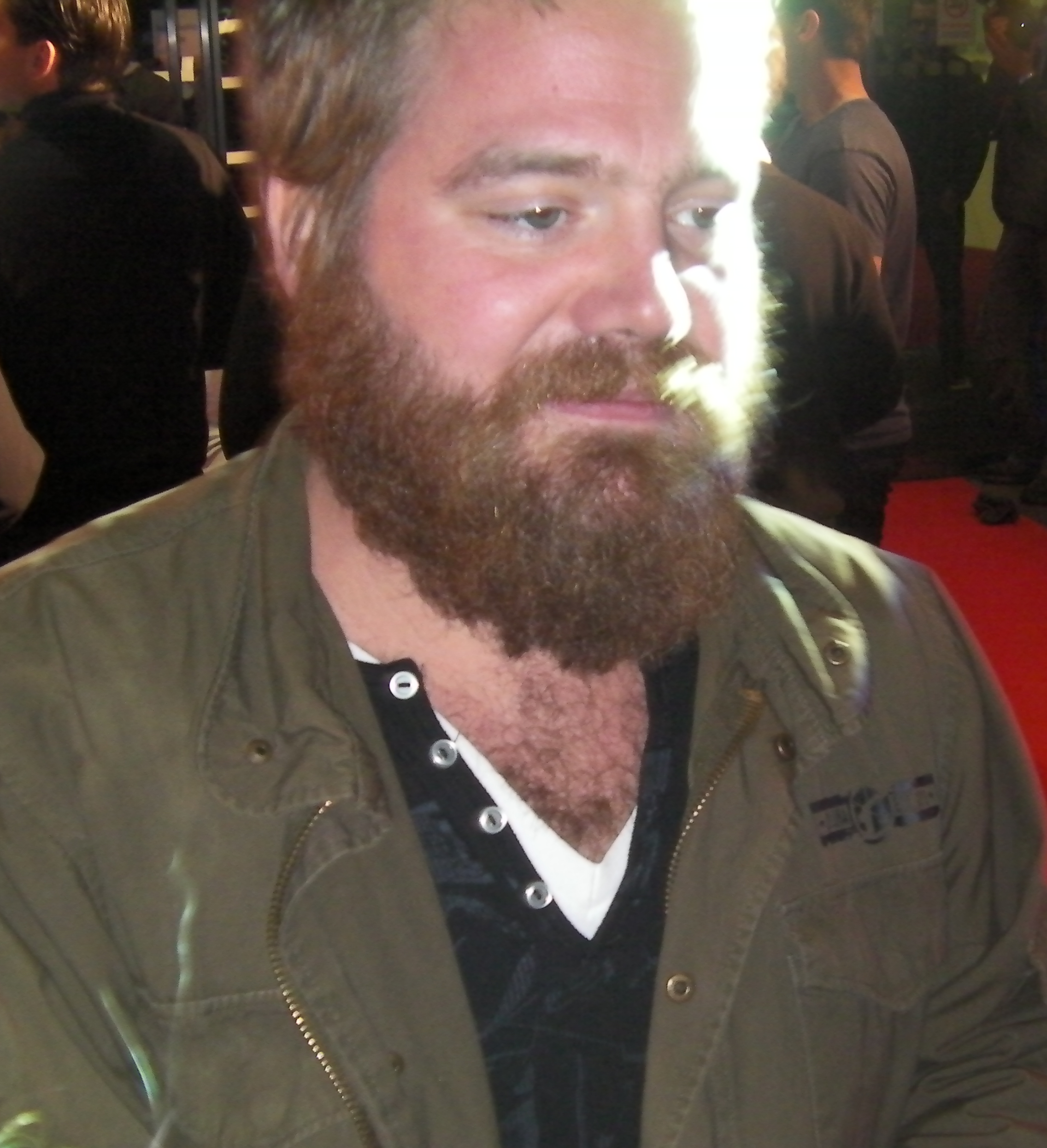
Ryan Dunn (1977–2011)

- Dunn, Sam (* 1974), kanadischer Dokumentarfilmer
- Dunn, Samuel († 1794), britischer Mathematiker und Amateurastronom
- Dunn, Sarah Jayne (* 1981), britische Schauspielerin
- Dunn, Shannon (* 1972), US-amerikanische Snowboarderin
- Dunn, Spencer (* 1969), englischer Snookerspieler
- Dunn, Stephen (1894–1980), US-amerikanischer Ingenieur und Tontechniker
- Dunn, Teala (* 1996), US-amerikanische Schauspielerin
- Dunn, Teddy (* 1980), US-amerikanischer Schauspieler
- Dunn, Thomas B. (1853–1924), US-amerikanischer Politiker
- Dunn, Thomas W. (1908–1983), US-amerikanischer Generalleutnant (U.S. Army)
- Dunn, Tommy (1873–1938), schottischer Fußballspieler
- Dunn, Trevor (* 1968), US-amerikanischer Komponist und BassistTrevor Dunn (* 1968)

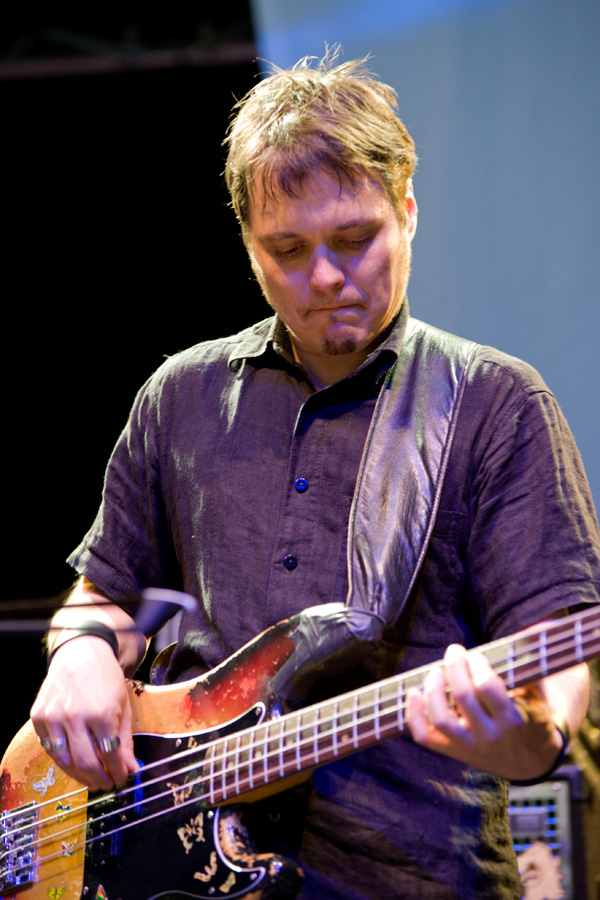
Trevor Dunn (* 1968)

- Dunn, Trieste Kelly (* 1981), US-amerikanische Schauspielerin
- Dunn, Velma (1918–2007), US-amerikanische Wasserspringerin
- Dunn, Vince (* 1996), kanadischer Eishockeyspieler
- Dunn, William McKee (1814–1887), US-amerikanischer Offizier und Politiker
- Dunn, Willie (1941–2013), kanadischer Liedermacher und Filmemacher
- Dunn, Winfield (1927–2024), US-amerikanischer Politiker
- Dunn, Zac (* 1991), australischer Boxer im Supermittelgewicht
- Dunn-Luoma, Tricia (* 1974), US-amerikanische Eishockeyspielerin
- Dunnage, Colin (1896–1969), australischer Politiker, Abgeordneter
- Dunne, Alexander (* 2005), irischer Rennfahrer
- Dunne, Bernard (* 1980), irischer Boxer im Superbantamgewicht
- Dunne, Cathal (* 1953), irischer Schlagersänger
- Dunne, Charles (* 1993), irischer Fußballspieler
- Dunne, David (* 1955), britischer Schwimmer
- Dunne, Dominick (1925–2009), US-amerikanischer Journalist, Buchautor und Filmproduzent
- Dunne, Dominique (1959–1982), US-amerikanische Filmschauspielerin
- Dunne, Edmund Michael (1864–1929), US-amerikanischer römisch-katholischer Geistlicher und Bischof von Peoria
- Dunne, Edward Fitzsimmons (1853–1937), US-amerikanischer Politiker
- Dunne, Edward Joseph (1848–1910), US-amerikanischer Geistlicher und römisch-katholischer Bischof von Dallas
- Dunne, Elizabeth (* 1956), irische Juristin
- Dunne, Ellen (* 1977), österreichische Schriftstellerin
- Dunne, Finley Peter (1867–1936), US-amerikanischer Schriftsteller und Journalist
- Dunne, Griffin (* 1955), US-amerikanischer Schauspieler, Regisseur und Filmproduzent
- Dunne, Irene (1898–1990), US-amerikanische Theater- und FilmschauspielerinIrene Dunne (1898–1990)

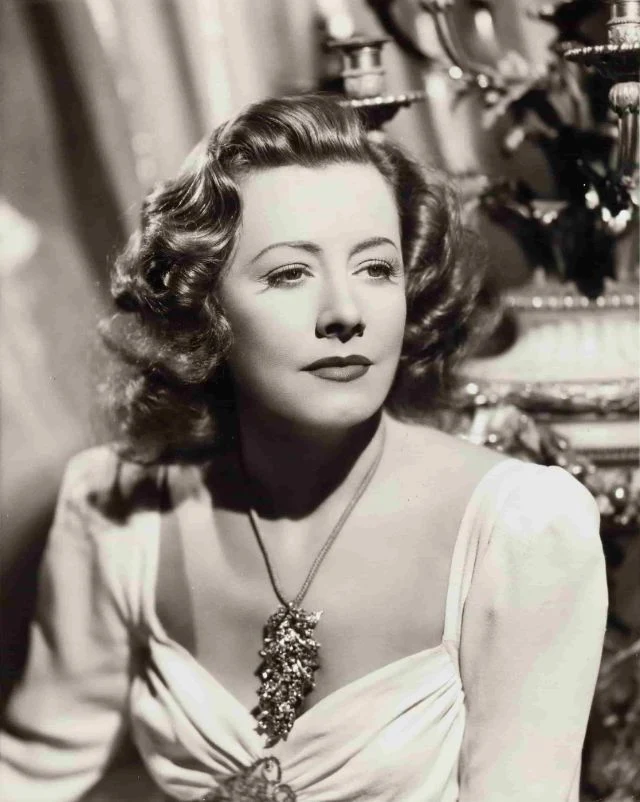
Irene Dunne (1898–1990)

- Dunne, John (1845–1919), römisch-katholischer Geistlicher, Bischof von Bathurst
- Dunne, John Charles (* 1937), US-amerikanischer Weihbischof in Rockville Centre
- Dunne, John Gregory (1932–2003), US-amerikanischer Schriftsteller, Journalist und Drehbuchautor
- Dunne, John Hart (1835–1924), Offizier der British Army
- Dunne, John William (1875–1949), britischer Flugzeugpionier
- Dünne, Jörg (* 1969), deutscher Romanist und Literaturwissenschaftler
- Dunne, Katy (* 1995), britische Tennisspielerin
- Dunne, Keiran J., US-amerikanischer Translationswissenschaftler
- Dunne, Livvy (* 2002), US-amerikanische Turnerin und InfluencerinOlivia Dunne (* 2002)
- Dunne, Murphy (* 1942), US-amerikanischer Schauspieler und Musiker
- Dunne, Paddy (1928–2006), irischer Politiker
- Dunne, Pat (1943–2015), irischer Fußballtorhüter und -trainer
- Dunne, Patrick, irischer Fernsehregisseur, Produzent und Schriftsteller
- Dunne, Patrick Joseph (1891–1988), irischer Geistlicher und römisch-katholischer Weihbischof in Dublin
- Dunne, Pecker (1933–2012), irischer Folk- und Wandermusiker
- Dunne, Pete (* 1993), englischer WrestlerPete Dunne (* 1993)

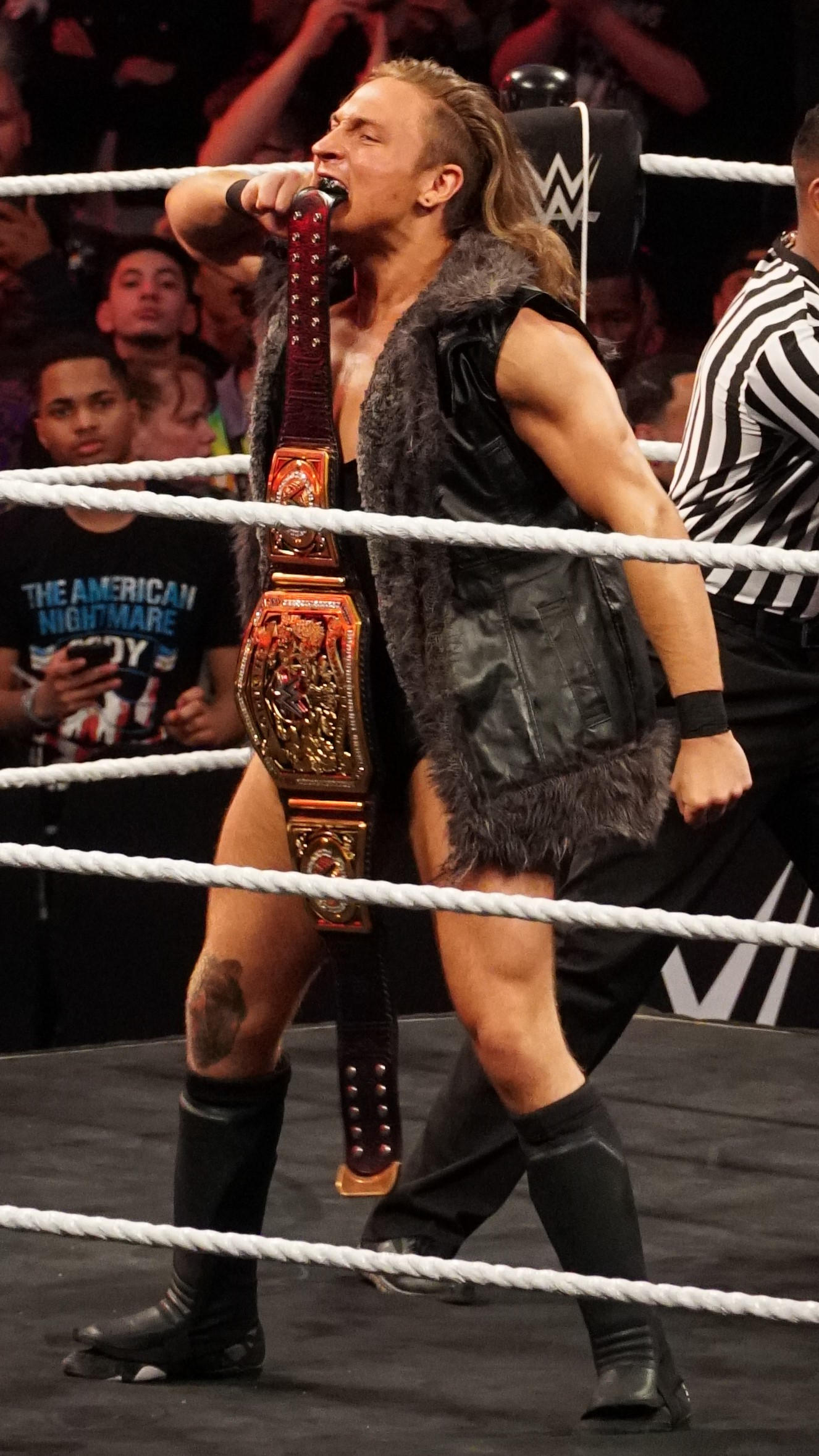
Pete Dunne (* 1993)

- Dunne, Peter (* 1954), neuseeländischer Politiker, Minister und Parteigründer der Future New Zealand
- Dunne, Philip (1908–1992), US-amerikanischer Drehbuchautor, Filmregisseur und -produzent
- Dunne, Philip (* 1958), britischer Politiker (Conservative Party)
- Dunne, Richard (* 1979), irischer Fußballspieler
- Dunne, Robin (* 1976), kanadischer Schauspieler
- Dunne, Rónán (* 2002), irischer Mountainbiker
- Dunne, Seán (1918–1969), irischer Politiker
- Dunne, Thomas (1926–1990), irischer Politiker
- Dunne, Thomas Raymond (1933–2025), britischer Lord-Lieutenant von Herefordshire
- Dunne, Tony (1941–2020), irischer Fußballspieler und -trainer
- Dunne, Veronica (* 1995), amerikanische Schauspielerin
- Dunne, William (1920–2002), irischer Ordensgeistlicher, Bischof von Kitui
- Dünnebacke, Adolf (1891–1978), deutscher Politiker (SPD)
- Dünnebacke, Joseph (1878–1963), deutscher Kommunalpolitiker (CDU)
- Dünnebier, Anna (* 1944), deutsche Schriftstellerin
- Dünnebier, Hanns (1907–1995), deutscher Jurist
- Dünnebier, Helmut (* 1898), deutscher Polizeidirektor und Stabsoffizier
- Dunnebier, Jacob (1904–1988), niederländischer Architekt
- Dünnebier, Max (1878–1950), deutscher Erfinder und Unternehmer
- Dünnehaupt, Peter (1631–1682), deutscher Zimmermeister
- Dünneisen, Agnes (* 1955), Schweizer Theater- und Filmschauspielerin, Übersetzerin
- Dunnell, Mark H. (1823–1904), US-amerikanischer Politiker
- Dunnell, Robert C. (1942–2010), US-amerikanischer Archäologe
- Dünnemann, Felix (* 1962), deutscher Regisseur
- Dünner, Fritz (* 1957), Schweizer Ländlermusikant und Klavierstimmer
- Dünner, Helen (1899–1985), Schweizer Frauenrechtlerin
- Dunner, Joseph (1908–1978), deutsch-US-amerikanischer Politikwissenschaftler
- Dünner, Joseph Zevi Hirsch (1833–1911), niederländischer Rabbiner und Autor
- Dunner, Lukas (* 2002), österreichischer Automobilrennfahrer
- Dunnery, Francis (* 1962), britischer Musiker
- Dünnes, Christian (* 1984), deutscher Volleyball-Nationalspieler
- Dunnet, George Mackenzie (1928–1995), schottischer Ornithologe, Ökologe und Hochschullehrer
- Dunnett, Dorothy (1923–2001), schottische Schriftstellerin
- Dunnett, Nigel, britischer Pflanzensoziologe und Hochschullehrer
- Dünnhaupt, Gerhard (1927–2024), deutscher Germanist, Bibliograph und Buchhistoriker
- Dünnhaupt, Johann Christian (1716–1786), deutscher Pastor und Prähistoriker
- Dunnhofer, Alessio, italienischer Skispringer
- Dunnichay, Mary Beth (* 1993), US-amerikanische Wasserspringerin
- Dunnigan, James F. (* 1943), amerikanischer Autor, Politikberater und Spieldesigner
- Dunning, Albert (1936–2005), niederländischer Musikwissenschaftler
- Dunning, Charles Avery (1885–1958), kanadischer Politiker
- Dunning, Cyril (1888–1962), englischer Fußballspieler
- Dunning, David (* 1960), US-amerikanischer Sozialpsychologe und Hochschullehrer
- Dunning, Debbe (* 1966), US-amerikanische SchauspielerinDebbe Dunning (* 1966)

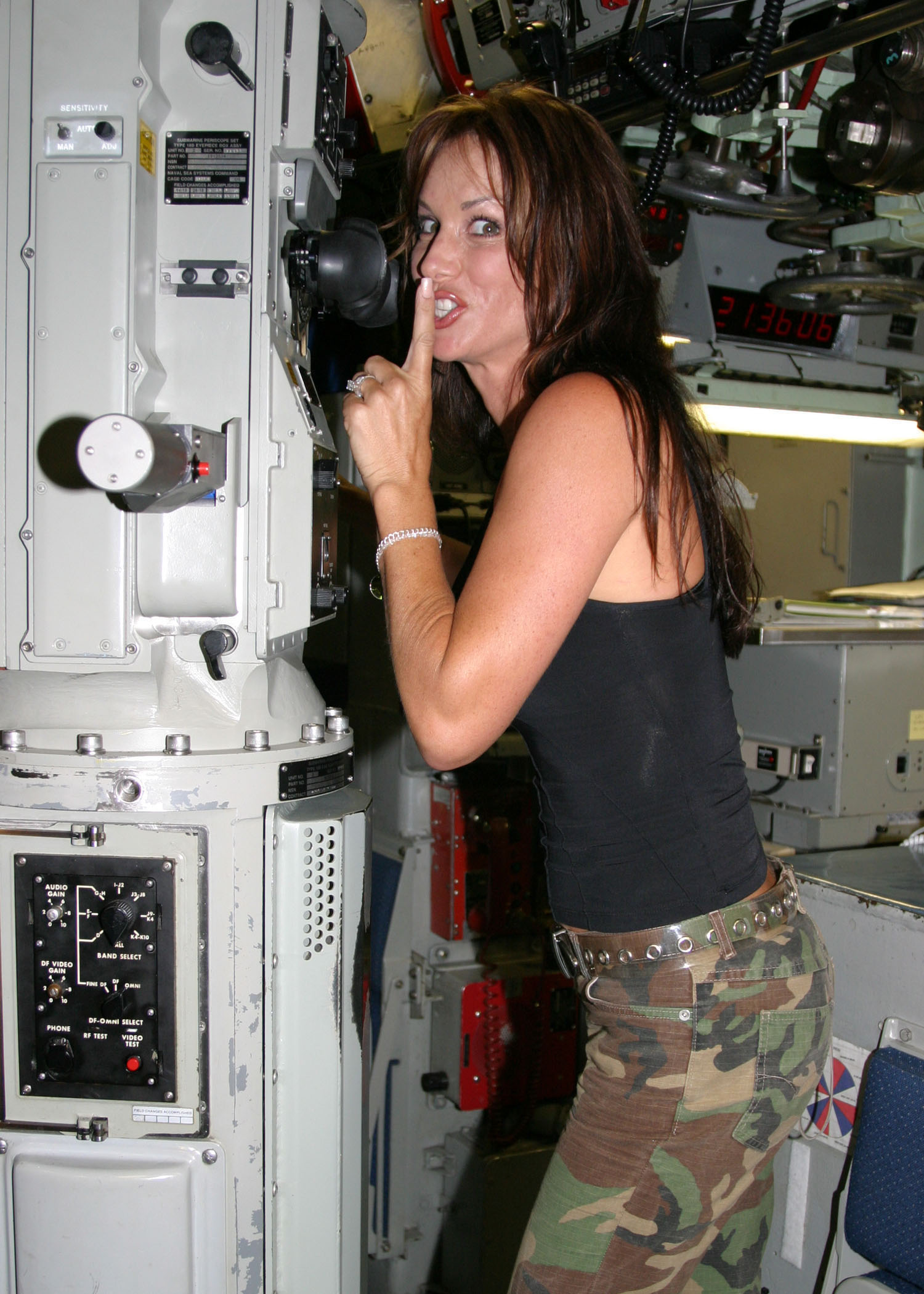
Debbe Dunning (* 1966)

- Dunning, Edwin Harris (1892–1917), britischer Offizier und Pilot
- Dunning, Eric (1936–2019), britischer Soziologe
- Dunning, George (1920–1979), kanadischer Filmregisseur und Drehbuchautor
- Dunning, John (1927–2009), englischer Snookerspieler
- Dunning, John D. (1916–1991), US-amerikanischer Filmeditor
- Dunning, John H. (1927–2009), britischer Ökonom
- Dunning, John Ray (1907–1975), amerikanischer Kernphysiker
- Dunning, Nick (* 1959), irischer Schauspieler
- Dunning, Paris C. (1806–1884), US-amerikanischer Politiker
- Dunning, Terri (* 1985), britische Schwimmerin
- Dunning, William Archibald (1857–1922), US-amerikanischer Historiker
- Dünninger, Eberhard (1934–2015), deutscher Bibliothekar und Politiker (ÖDP)
- Dünninger, Josef (1905–1994), deutscher Volkskundler, Germanist sowie Hochschullehrer
- Dunninger, Joseph (1892–1975), US-amerikanischer Zauberkünstler und Mentalist
- Dünninghaus, Georg (1893–1953), deutscher KPD-Funktionär, Widerstandskämpfer gegen den Nationalsozialismus
- Dunnington, Waldo (1906–1974), US-amerikanischer Mathematikhistoriker
- Dunnley-Wendt, Jacqueline (* 1971), britisch-deutsche Regisseurin, Choreografin und Pädagogin
- Dunnock, Mildred (1901–1991), US-amerikanische Film- und Theaterschauspielerin
- Dunnum, Jonathan L. (* 1967), amerikanischer Säugetierforscher
- Dünnwald, Joseph (1912–1994), deutscher Politiker (CDU), MdL
- Dünnwald, Laura (* 1974), deutsche Journalistin und Fernsehmoderatorin
- Dünnwald-Metzler, Axel (1939–2004), deutscher Unternehmer

### Duno
- Duno von Bamberg, Prior des Klosters St. Michael in Bamberg
- Duno, Milka (* 1972), venezolanische Rennfahrerin
- Duno, Taddeo (1523–1613), Schweizer Arzt, Historiker, Wissenschaftler, Übersetzer und Autor in Locarno und Zürich
- Dunois, Jean de (1402–1468), Kampfgefährte der Jeanne d’ArcJean de Dunois (1402–1468)

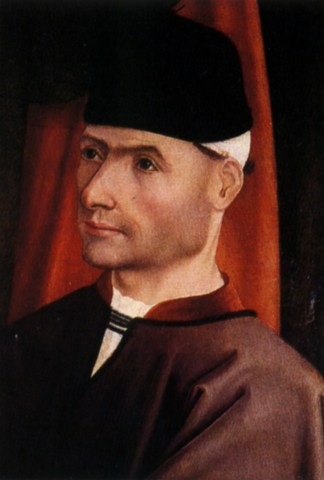
Jean de Dunois (1402–1468)

- Dunois, Petronella († 1695), niederländische Kunstsammlerin
- Dunovant, John (1825–1864), General der Konföderierten Staaten von Amerika im Amerikanischen Bürgerkrieg
- Dünow, Hermann (1898–1973), deutscher KPD-Funktionär und Widerstandskämpfer gegen den Nationalsozialismus
- Dünow, Tobias (* 1972), deutscher politischer Beamter (SPD)
- Dunoyer de Segonzac, André (1884–1974), französischer Maler und Grafiker
- Dunoyer de Segonzac, Benoît (* 1962), französischer Komponist und Bassist
- Dunoyer de Segonzac, Louis (1880–1963), französischer Physiker
- Dunoyer, Charles (1786–1862), französischer Nationalökonom
- Dunoyer, Christiane (* 1972), italienische Anthropologin und Dialektologin
- Dunoyer, François (* 1946), französischer Schauspieler

### Dunp
- Dunphy, Edward J. (1856–1926), US-amerikanischer Jurist und Politiker
- Dunphy, Jack (1914–1992), US-amerikanischer Tänzer, Romancier und Dramatiker
- Dunphy, Seán (1937–2011), irischer Sänger

### Dunq
- Dunqul, Amal (1940–1983), ägyptischer Dichter

### Dunr
- Dunrod, Michael (* 1968), Fußballspieler von St. Kitts und Nevis

### Duns
- Duns, Len (1916–1989), englischer Fußballspieler
- Dunsch, Boris (1970–2022), deutscher Klassischer Philologe, Autor und Hochschullehrer
- Dünschede, Tim (* 1984), deutscher Regisseur
- Dunsdorfs, Edgars (1904–2002), lettischer Historiker, Hochschullehrer, Volkswirt und Autor
- Dunse, Karin (* 1953), deutsche Literaturwissenschaftlerin und Autorin
- Dunse, Otto (1889–1969), deutscher Politiker (NSDAP), MdL
- Dünser, Margret (1926–1980), österreichische Journalistin
- Dünser, Richard (* 1959), österreichischer Komponist
- Dünser, Sabine (1977–2006), liechtensteinische Sängerin, Liedtexterin und Musikerin
- Dunsford, Cathie (* 1953), neuseeländische Schriftstellerin
- Dunshirn, Ernst (1935–2020), österreichischer Dirigent und Chordirektor der Wiener Staatsoper
- Dunsing, Sophie (* 1987), deutsche Ruderin
- Dunskus, Erich (1890–1967), deutscher Film- und Theaterschauspieler
- Dunsmore, Rosemary (* 1953), kanadische Schauspielerin, Regisseurin und SchauspiellehrerinRosemary Dunsmore (* 1953)

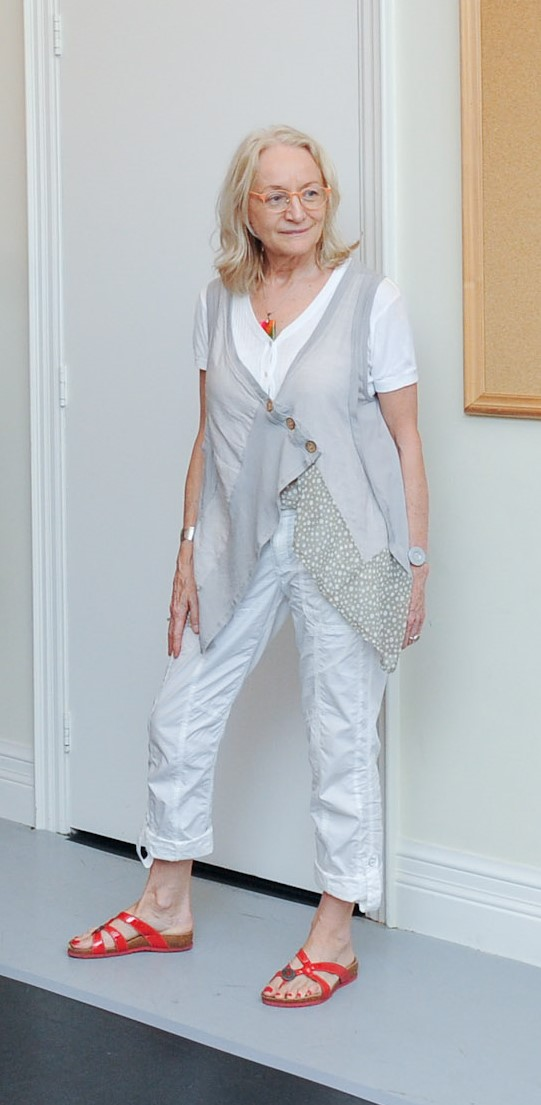
Rosemary Dunsmore (* 1953)

- Dunsmuir, James (1851–1920), kanadischer Politiker
- Dunsmuir, Robert (1825–1889), schottisch-kanadischer Unternehmer und Politiker
- Dünßer, Crescentia (* 1960), deutsche Regisseurin und Schauspielerin
- Dunst, Barbara (* 1997), österreichische Fußballspielerin
- Dunst, Bruno (1919–1999), deutscher Kinobetreiber und Kleindarsteller
- Dunst, Daniel (* 1984), österreichischer Fußballspieler
- Dunst, Erwin (1929–2019), deutscher Gewerkschafter, Sozialfunktionär und Rundfunkrat
- Dunst, Kirsten (* 1982), US-amerikanisch-deutsche SchauspielerinKirsten Dunst (* 1982)

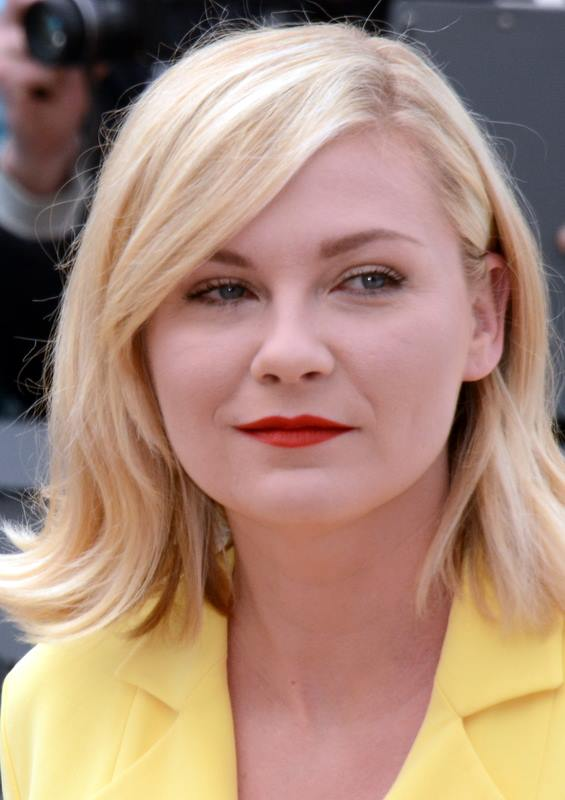
Kirsten Dunst (* 1982)

- Dunst, Manfred (* 1953), deutscher Kommunalpolitiker
- Dunst, Tony (* 1984), US-amerikanischer Pokerspieler und Fernsehmoderator
- Dunst, Verena (* 1958), österreichische Politikerin (SPÖ), Landesrätin im Burgenland, Abgeordnete zum Nationalrat
- Dunstable, John († 1453), englischer Komponist
- Dunstan von Canterbury († 988), Erzbischof von Canterbury
- Dunstan, Don (1926–1999), australischer Politiker
- Dunstan, Donald Beaumont (1923–2011), australischer Generalleutnant, Gouverneur von South Australia
- Dunstan, Matthew (* 1987), australischer Chemiker und Spieleautor
- Dunstan, Monique (* 1970), australische Sprinterin
- Dunstan, Thomas B. (1850–1902), US-amerikanischer Politiker
- Dunstanville, Alan de, englischer Ritter
- Dunstanville, Robert de, englischer Ritter und Höfling
- Dunstanville, Walter de, englischer Ritter
- Dunstanville, Walter de († 1241), englischer Ritter
- Dunstanville, Walter de († 1270), englischer Ritter
- Dunster, Frank (1921–1995), kanadischer Eishockeyspieler
- Dunsterville, Lionel (1865–1946), britischer Offizier, zuletzt Generalmajor im Ersten Weltkrieg
- Dunstmair, Matthias (1853–1933), deutscher Geistlicher, Generalvikar von München und Freising
- Dunston, Bryant (* 1986), US-amerikanisch-armenischer Basketballspieler
- Dunston, Nick (* 1996), US-amerikanischer Jazzmusiker (Bass, Komposition)
- Dunstone, Charles (* 1964), britischer Unternehmer

### Dunt
- Dunte, Ludwig (1597–1639), deutsch-baltischer Gelehrter, Erzieher und Prediger
- Dunthorne, Joe (* 1982), walisischer Schriftsteller
- Dunthorne, Richard (1711–1775), englischer Astronom und Landvermesser
- Dunton, W. Herbert (1878–1936), US-amerikanischer Maler und Illustrator
- Duntsch, Christopher (* 1971), US-amerikanischer Facharzt für Neurochirurgie
- Duntze, Johann Hermann (1790–1874), deutscher reformierter Pastor und Historiker
- Duntze, Johann Michael (1779–1845), Bremer Senator und Bürgermeister
- Duntze, Johannes (1823–1895), deutscher Landschaftsmaler
- Duntze, Johannes (1901–1987), deutscher Verwaltungsjurist (NSDAP) und nach 1945 Sozialpolitiker in der Bundesrepublik
- Düntzer, Emilie (1896–1983), deutsche Gynäkologin und Sportärztin
- Düntzer, Heinrich (1813–1901), deutscher Philologe und Literarhistoriker
- Düntzer, Joseph Ignaz (1808–1848), deutscher Wundarzt und Geburtshelfer

### Dunw
- Dunwell, Charles T. (1852–1908), US-amerikanischer Jurist und Politiker
- Dunwell, Stephen (1913–1994), amerikanischer Computeringenieur
- Dunwoodie, Colin (1945–2008), britischer Jazzmusiker
- Dunwoody, Ann E. (* 1953), US-amerikanische Militärangehörige
- Dunwoody, Gwyneth (1930–2008), britische Politikerin, Mitglied im House of Commons, MdEP
- Dunwoody, John (1929–2006), britischer Politiker (Labour)

### Duny
- Dunyach, Jean-Claude (* 1957), französischer Science-Fiction-Autor
- Dunye, Cheryl (* 1966), liberianisch-amerikanische Drehbuchautorin und FilmregisseurinCheryl Dunye (* 1966)

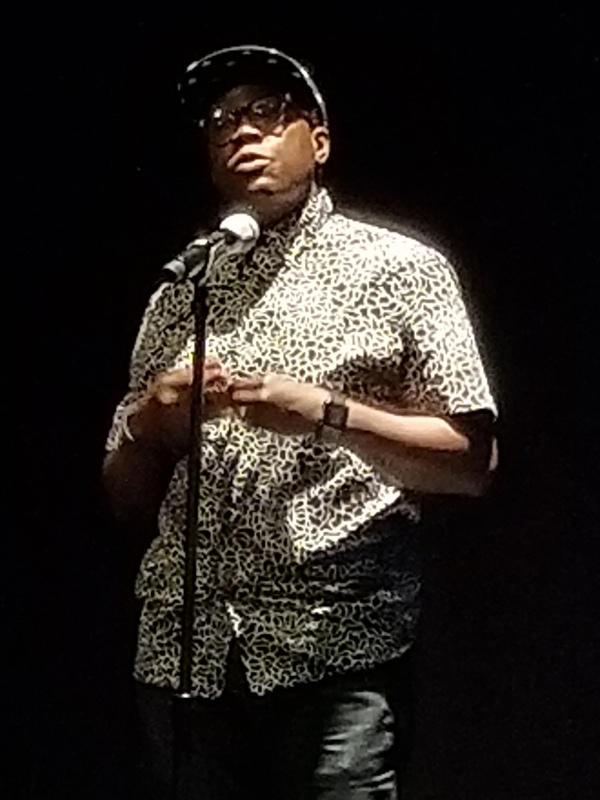
Cheryl Dunye (* 1966)

### Dunz
- Dünz, Abraham der Ältere, Werkmeister der Bauhütte am Berner Münster
- Dünz, Abraham der Jüngere († 1728), Werkmeister und Politiker
- Dünz, Hans Jakob (* 1575), Schweizer Glasmaler
- Dünz, Hans Jakob († 1668), Schweizer Maler
- Dünz, Hans Jakob (1667–1742), Schweizer Werkmeister und Politiker
- Dünz, Johannes († 1736), Schweizer Maler
- Dunz, Karl (1917–2020), deutscher Heimatforscher
- Dunz, Kristina (* 1967), deutsche Journalistin und AutorinKristina Dunz (* 1967)

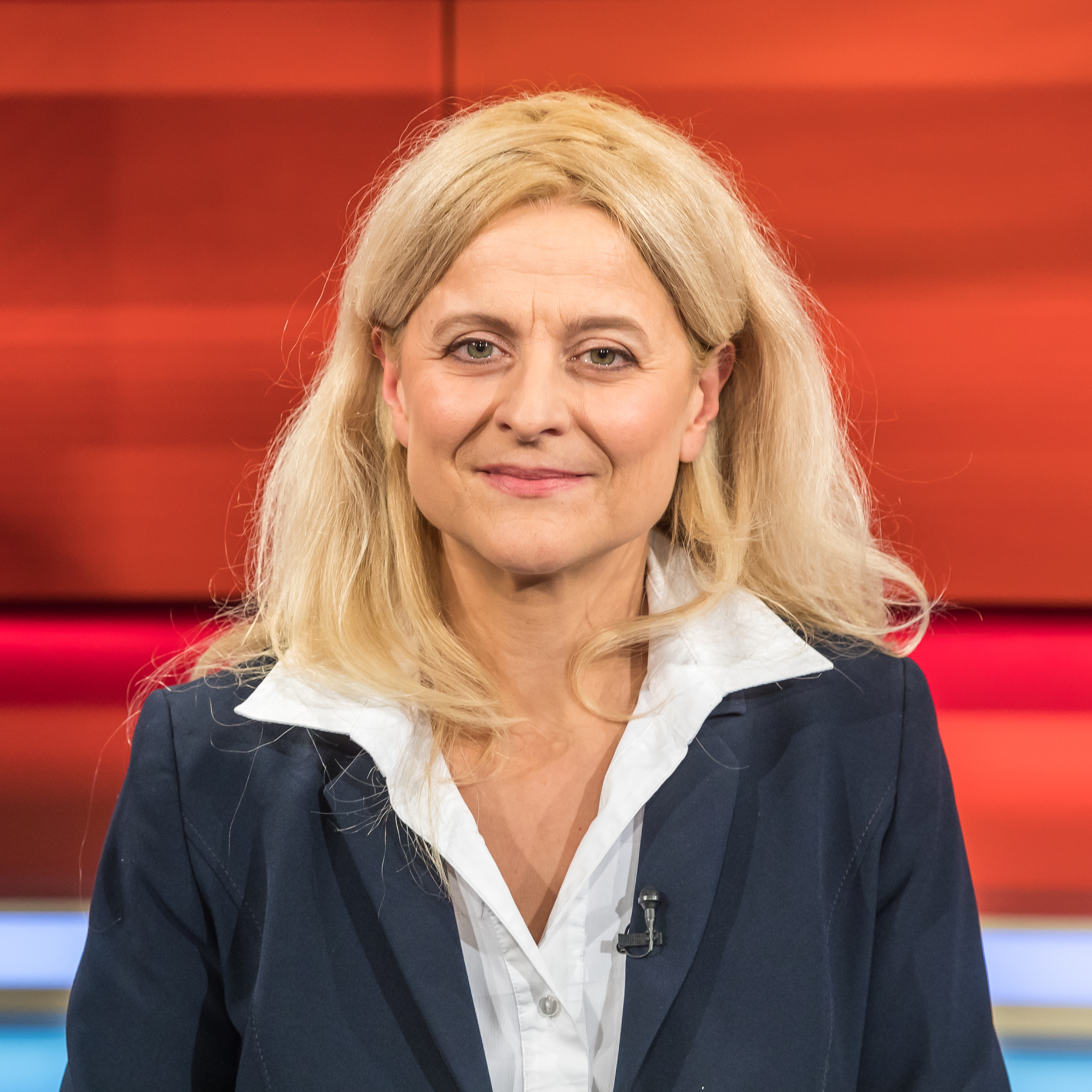
Kristina Dunz (* 1967)

- Dunz, Walter (1886–1963), deutscher Finanzbeamter
- Dunz, Walter (1915–1996), deutscher Jurist
- Dünzel, Jonas (* 1994), deutscher Politiker (AfD)
- Dünzelmann, Anne E. (* 1941), deutsche Ethnologin, Sozialanthropologin und Autorin
- Dünzelmann, Ernst (1846–1907), deutscher Lehrer und Historiker
- Dunzendorfer, Albrecht (1907–1980), oberösterreichischer Maler
- Dunzendorfer, Hermann (* 1956), österreichischer Kameramann
- Dünzl, Franz (1960–2018), deutscher Theologe und Kirchenhistoriker
- Dunzowa, Jekaterina Sergejewna (* 1983), russische Journalistin und Politikerin